# Dobrugia
La Dobrugia (in romeno Dobrogea; in bulgaro Добруджа?, Dòbrudža; in turco Dobruca) è una regione storica dei Balcani che dal XIX secolo è ripartita tra la Bulgaria e la Romania. Situata tra il Danubio inferiore e il mar Nero, comprende il delta del Danubio, la costa rumena e la parte più settentrionale di quella bulgara. Il territorio si compone della Dobrugia settentrionale, che fa parte della Romania, e della Dobrugia meridionale, inclusa nella Bulgaria.
La regione rumena di Dobrogea rientra a livello amministrativo nei distretti di Costanza e Tulcea, occupa 15 485 km² e ha una popolazione di quasi 900 000 abitanti. Le città principali sono Costanza, Tulcea, Medgidia e Mangalia. L'emblema locale è rappresentato con due delfini nello stemma della Romania.
La regione bulgara della Dobrudža è divisa tra i distretti di Dobrič e Silistra; fanno eccezione quattro località (Ponevo, Rainino, Terter e Madrevo) che rientrano nel distretto di Razgrad, e un centro abitato del distretto di Varna (General Kantardžievo). Questa parte della Dobrugia si distribuisce su un'area vasta 7 412 km², con una popolazione di circa 310 000 persone. Le città principali sono Dobrič e Silistra (che sono anche capoluoghi distrettuali).

## Geografia fisica

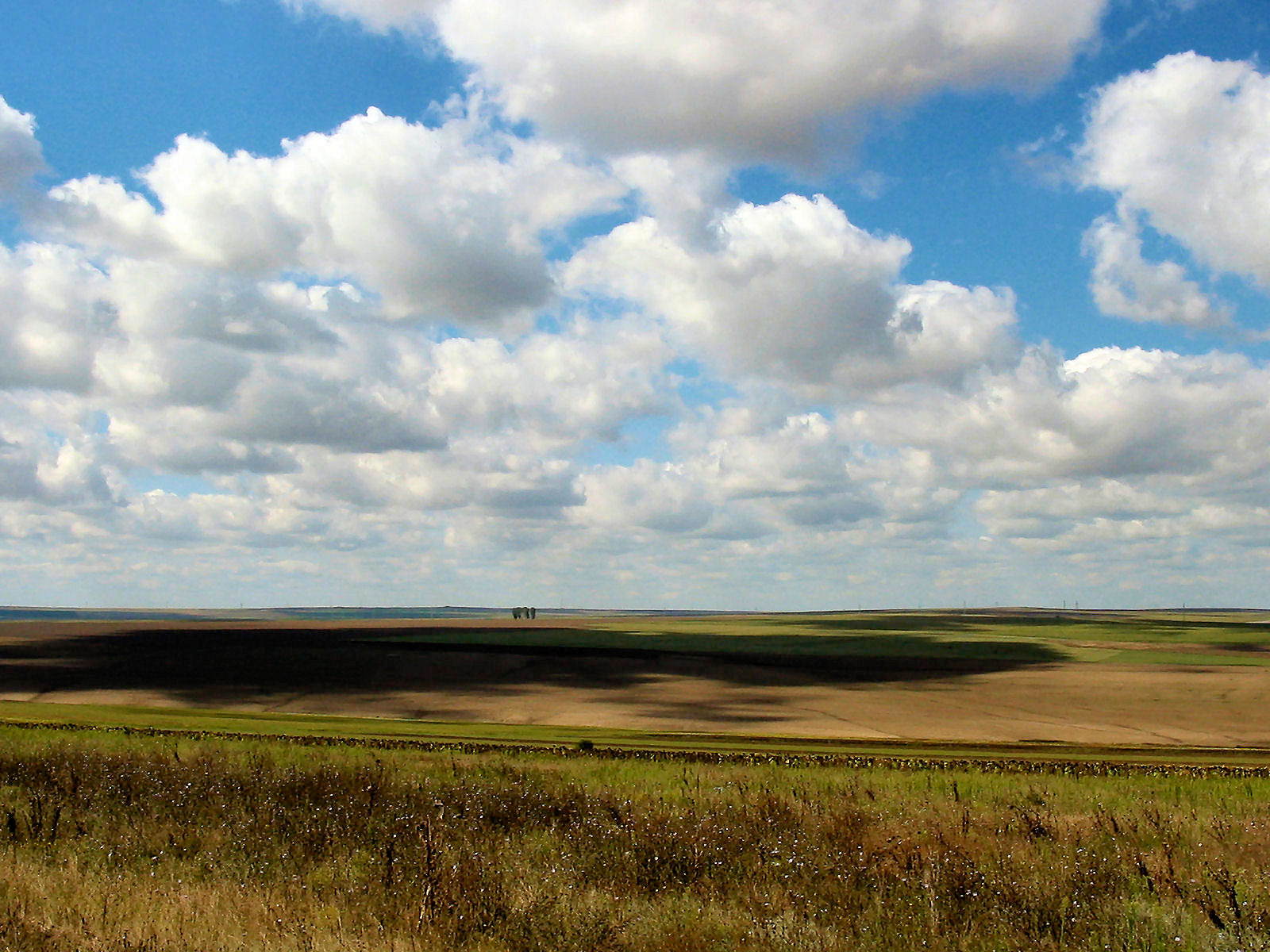
Steppe e terreni agricoli presso l'altopiano centrale della Dobrugia

Ad eccezione del delta del Danubio, che è un'area paludosa situata a nord-est, la Dobrugia è una zona collinare, con un'altitudine media di circa 200-300 metri. Il punto più alto è il picco Țuțuiatu (Greci) sui monti Măcin, 467 m. L'altopiano della Dobrugia copre la maggior parte della parte rumena, mentre un altro sito rilevante dal punto di vista geografico, la piana del fiume Ludogorie, si trova in Bulgaria. Tra gli specchi d'acqua, uno dei principali è il lago Razelm, in Romania; altri specchi costieri poco profondi di acqua salmastra si trovano a ridosso del mare.

### Clima

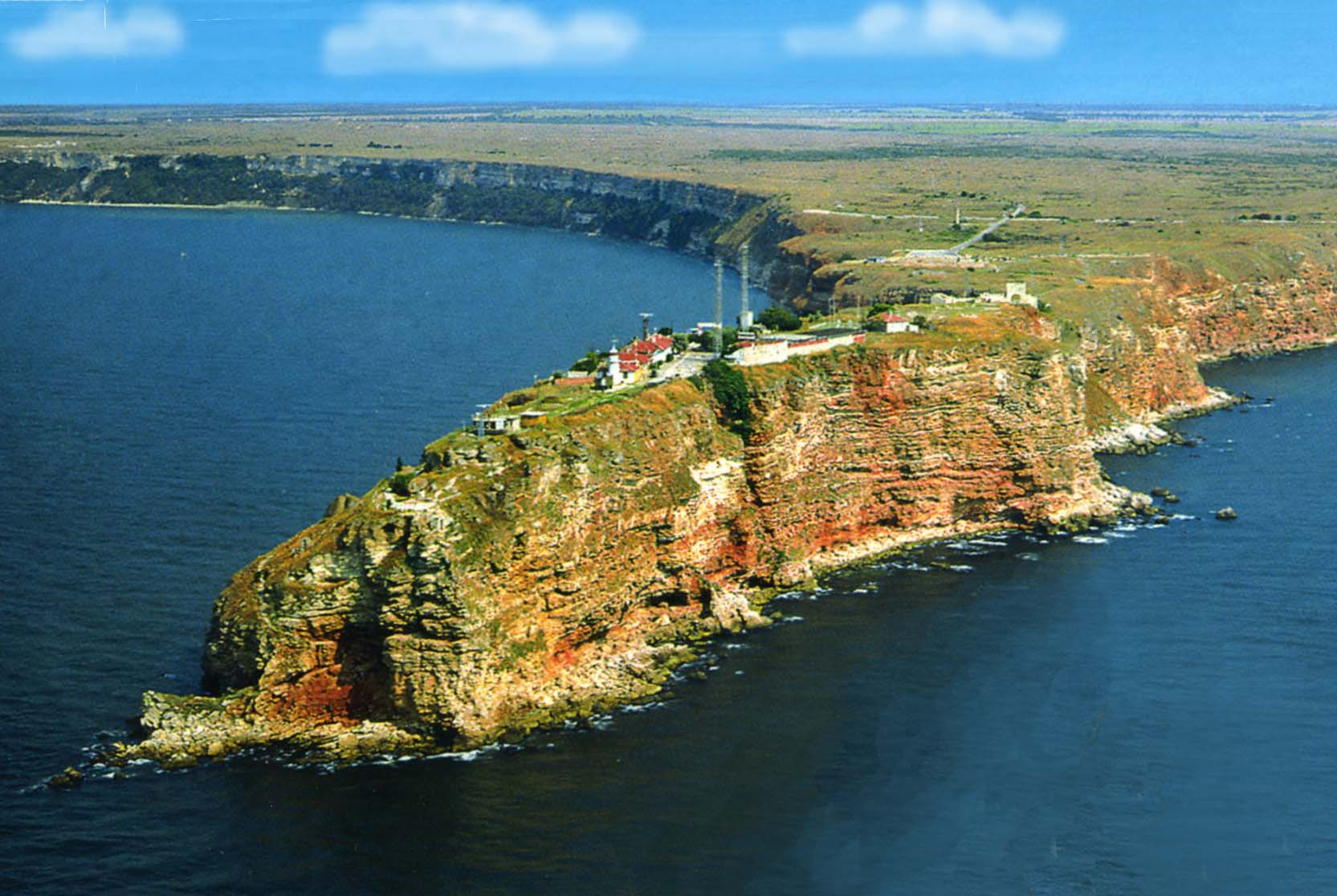
Coste rocciose di Kaliakra: sono caratteristiche della sezione meridionale della Dobrugia

La Dobrugia si trova nella zona climatica temperata continentale; il clima è determinato dall'afflusso di aria oceanica da nord-ovest e nord-est e aria continentale dal bassopiano sarmatico. Il terreno relativamente pianeggiante e la posizione geografica facilitano l'afflusso di aria calda e umida in primavera, estate e autunno da nord-ovest, nonché quello di aria polare settentrionale e nord-orientale in inverno. Anche il mar Nero esercita un'influenza sul clima della regione, in particolare nel raggio di 40-60 chilometri dalla costa. Le temperature medie annuali variano da 11 °C nell'entroterra e lungo il Danubio a 11,8 °C sulla costa e a meno di 10 nelle parti più alte dell'altopiano. La regione costiera della Dobrugia meridionale è la più arida della Bulgaria, con precipitazioni annuali che si attestano intorno ai 450 millimetri.
La Dobrugia è una regione ventosa e in passato conosciuta per i suoi mulini a vento: le raffiche spirano assai spesso provenendo da nord o nord-est. La velocità media del vento è circa due volte superiore alla media in Bulgaria. A causa delle scarse precipitazioni e della vicinanza al mare, i fiumi nella Dobrugia sono generalmente brevi e con bacini di ridotta dimensione.

## Ambiente naturale

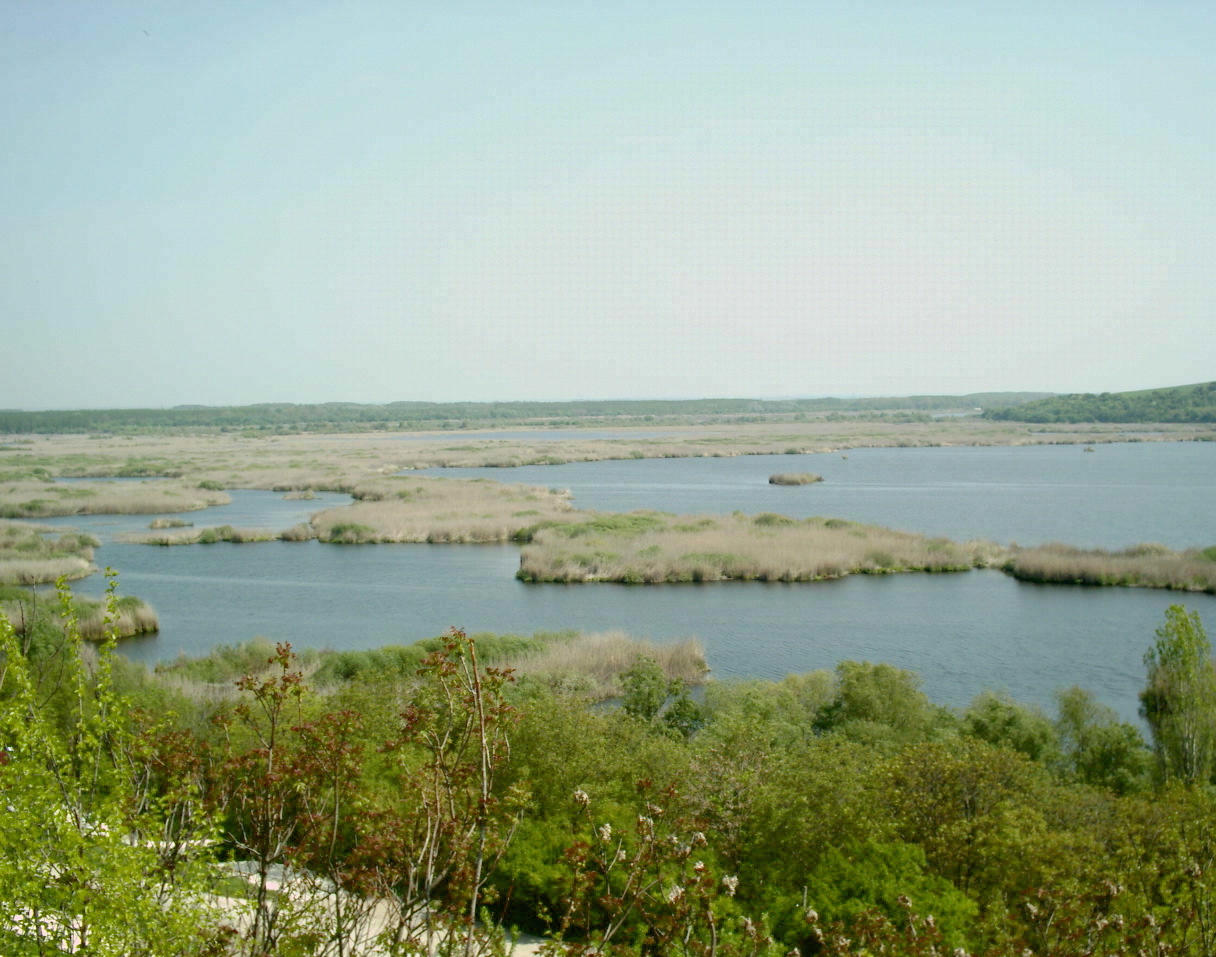
La riserva naturale danubiana di Srebărna, Bulgaria

La Dobrugia ha una ricca fauna. Il lato rumeno che comprende il delta del Danubio ospita numerosi uccelli acquatici (comprese alcune specie di pellicani e, nello svernamento, circa il 90% della popolazione mondiale dell'oca collorosso, animale fortemente minacciato) e l'otarda maggiore. La fauna ittica è in riduzione per via della privatizzazione dei diritti di pesca. L'urbanizzazione sfrenata minaccia tutti gli ambienti naturali ancora presenti. Per ridurre la portata dell'impatto antropico, è stata istituita la Riserva della biosfera del delta del Danubio che, con i pochi mezzi a disposizione, fa il possibile per limitare i danni. La situazione geopolitica ai confini orientali dell'Unione Europea ostacola la collaborazione tra i due direttori della riserva, uno rumeno e l'altro ucraino, poiché il valico di frontiera autorizzato più vicino si trova a 250 chilometri a ovest, fuori dalla Dobrugia e dal delta del Danubio.
Nella parte bulgara le foreste di lecci e siepi frangivento sono state conservate meglio rispetto alla parte rumena, che spesso si è trasformata in steppa, a volte anche semi-desertica a causa del disboscamento. Tra gli arbusti di media taglia e la boscaglia vivono la poiana codabianca, la poiana calzata e lo smeriglio, che contribuiscono a regolare il numero dei roditori che abbondano per via della massiccia presenza di colture di cereali. 
Mentre in Romania tutte le zone Natura 2000 proposte dagli scienziati sono state validate dalle autorità, in Bulgaria il Ministero dell'Ambiente ne ha approvato solo la metà, dimezzando, peraltro, l'area proposta per la riserva naturale di capo Kaliakra.

## Storia

### Preistoria
Il territorio della Dobrugia ospitò esseri umani sin dal Paleolitico medio e superiore, come dimostrano i resti di Babadag, Slava Rusă e Enisala. Le comunità del Paleolitico costruivano utensili in silice, alcuni dei quali ritrovati anche in anfratti locali, e si nutrivano di frutta, pesce e altri animali cacciati. Nello stesso periodo scoprirono il fuoco, inventarono l'arco con le frecce e cominciarono a servirsi di fragili imbarcazioni in legno per solcare i fiumi. Nel Neolitico il territorio era occupato dai membri della cultura di Hamangia (dal nome di un villaggio sulla costa di Dobrugia), quella boiana e quella di Karanovo. Alla fine del quinto millennio a.C., sotto l'influenza di alcune tribù e culture egeo-mediterranee, fece la sua comparsa nella regione la cultura Gumelniţa. Nell'età del rame le popolazioni che migrarono dal nord del Mar Nero, legate al mondo kurgan, si mescolarono con i locali, creando la prima cultura di Cernavodă. Sotto l'influenza della seconda ondata Kurgan, emerse anche la seconda cultura Cernavodă II: la combinazione della prima Cernavodă e di quella di Ezero permise la fioritura della terza cultura di Cernavodă. La regione ebbe contatti commerciali con il mondo mediterraneo sin dal XIV secolo a.C., specie con Micene, come testimoniato da una spada e da alcuni oggetti vari scoperto a Medgidia.

### Mikra Skythia

#### Storia antica

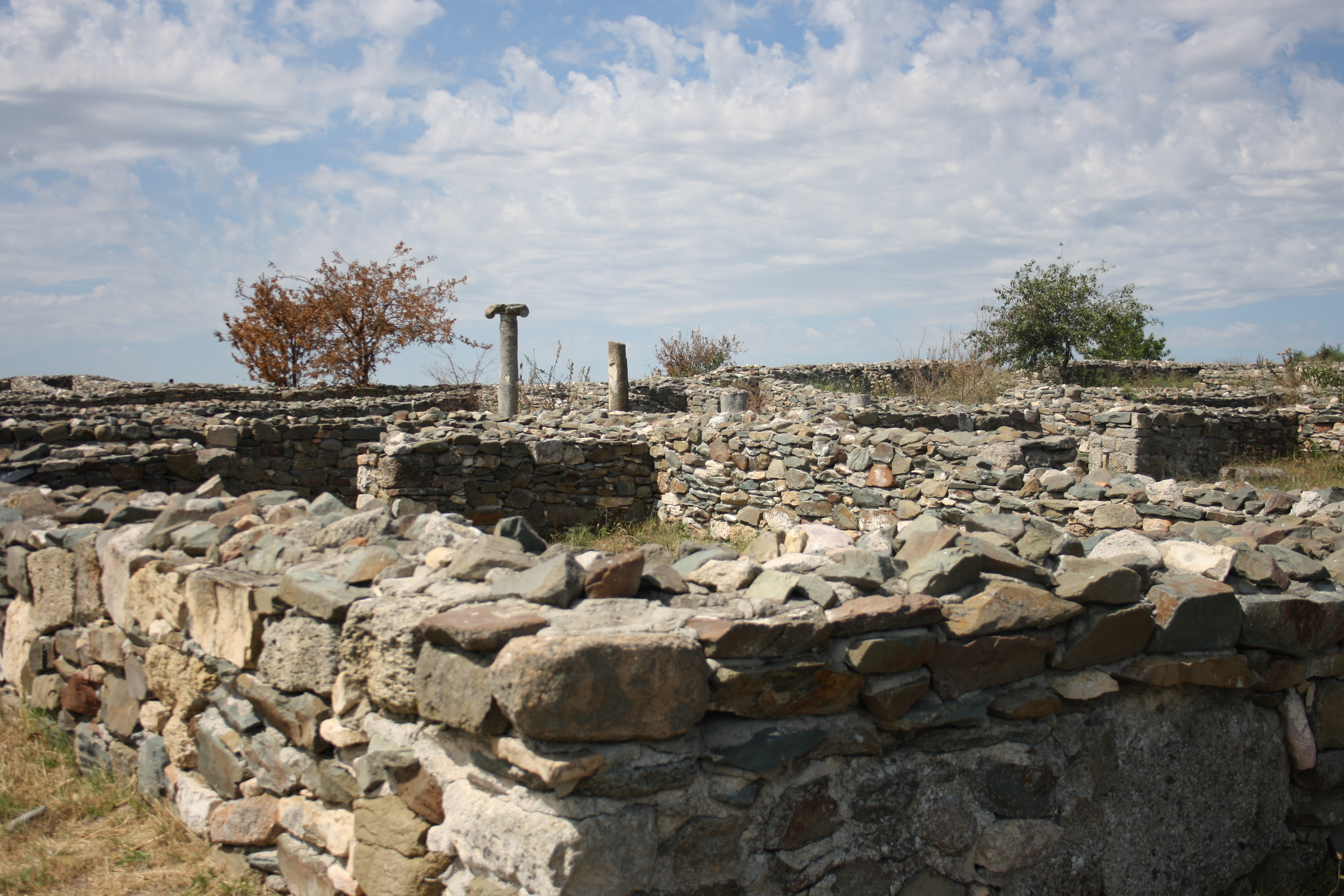
Rovine della prima colonia greca nella regione, Istros

Durante la prima età del ferro (VIII-VI secolo a.C.) ci fu una maggiore differenziazione delle tribù locali dei Geti dai più numerosi Traci. Nella seconda parte dell'VIII secolo a.C. i primi segni di relazioni commerciali tra la popolazione indigena e i Greci apparvero sulle rive del golfo di Halmyris (oggi il lago Sinoe).
Nel 657/656 a.C. i coloni di Mileto fondarono una colonia nella regione, Istros. Nel VII e VI secolo a.C. altre colonie greche furono fondate sulla costa dobrugiana (Callatis, Tomis, Mesembria, Dionysopolis, Parthenopolis, Aphrodisias, Eumenia ecc.). Nel V secolo a.C. finirono sotto l'influenza della Lega di Delo, passando da oligarchia a democrazia. Nel VI secolo a.C. i primi gruppi di Sciti iniziarono a fare capolino nella regione. Due tribù getiche, i Crobyzi e i Terizi, oltre alla città di Orgame (Argamum), venivano menzionate nel territorio dell'attuale Dobrugia da Ecateo di Mileto (540–470 a.C.).
Nel 514 o 512 a.C. il re Dario I di Persia sottomise i Geti che vivevano nella regione nel corso della sua campagna a nord del Danubio. Intorno al 430 a.C. il regno degli Odrisi sotto Sitalce estese il suo dominio alle foci del Danubio, mentre nel 429 i Geti presero parte a una campagna odrisa nel Regno di Macedonia. Nel IV secolo a.C. gli Sciti sottomisero la regione; nel 341–339 a.C. uno dei loro re, Atea, combatté contro Istros, sostenuta da un Histrianorum rex (probabilmente un sovrano getico locale), ma fu battuto da Filippo II di Macedonia, il quale in seguito estese il suo dominio sulla Dobrugia.

Antiche città e colonie in Scythia Minor

Nel 313 a.C. e, di nuovo, nel 310-309 le colonie greche guidate da Callatis, sostenute da Antigono I Monoftalmo, si ribellarono ai macedoni. Le insurrezioni furono soppresse da Lisimaco, il diadoco di Tracia, che nel 300 avviò anche una spedizione militare contro Dromichete, il sovrano dei Geti a nord del Danubio. Nel III secolo a.C. le colonie sulla costa di Dobrugia rendevano omaggio ai basilei Zalmodegikos e Moskon, che probabilmente governavano anche la Dobrugia settentrionale; nello stesso arco temporale i Celti si stabilirono nel nord della regione, e alla fine del III secolo e all'inizio del II secolo a.C. giunsero anche i Bastarni nell'area del delta del Danubio. Nel frattempo la regione fu testimone di alcuni conflitti: nel 260 a.C. Bisanzio perse la guerra con Callatis e Histria per il controllo di Tomis; intorno al 200 il re di Tracia Zoltes invase più volte la provincia, ma fu sconfitto da Rhemaxos, il quale divenne il protettore delle colonie greche.
I primi studiosi greci come Erodoto sembrano aver considerato la regione come un'estensione sud-occidentale della Scizia, una pratica seguita anche in un'iscrizione del II secolo a.C., che registra un provvedimento emanato a Histria in cui ci si riferisce alla regione che circonda la città greca appunto come Scizia. Tuttavia, il toponimo Μικρά Σκυθία (Mikra Skythia), solitamente tradotto come Scizia minore (Scythia minor), sembra essere diventato il nome per la regione specifica, più tardi conosciuta come Dobrugia. Il primo impiego noto di quest'ultima espressione si rintraccia nella prima Geografia di Strabone (I secolo d.C.). Pare che i Greci distinguessero la zona dalla "Scizia maggiore", posta a nord del delta del Danubio.
Intorno al 100 a.C. il re Mitridate VI del Ponto estese la sua autorità sulle città greche della Dobrugia. Nel 72-71 a.C., durante la terza guerra mitridatica, queste città furono occupate dalle forze di Marco Terenzio Varrone Lucullo, il proconsole romano di Macedonia. Gaio Antonio Ibrida intervenne, ma fu sconfitto dai Geti e dai Bastarni vicino a Histria. Dopo il 55 a.C. i Daci sotto il re Burebista conquistarono la Dobrugia e tutte le colonie greche sulla costa: tale operazione bellica può essere considerata il compimento della politica pontica volta a espandersi lungo il litorale del mar Nero. Il loro governo terminò nel 44 a.C.

#### Epoca romana

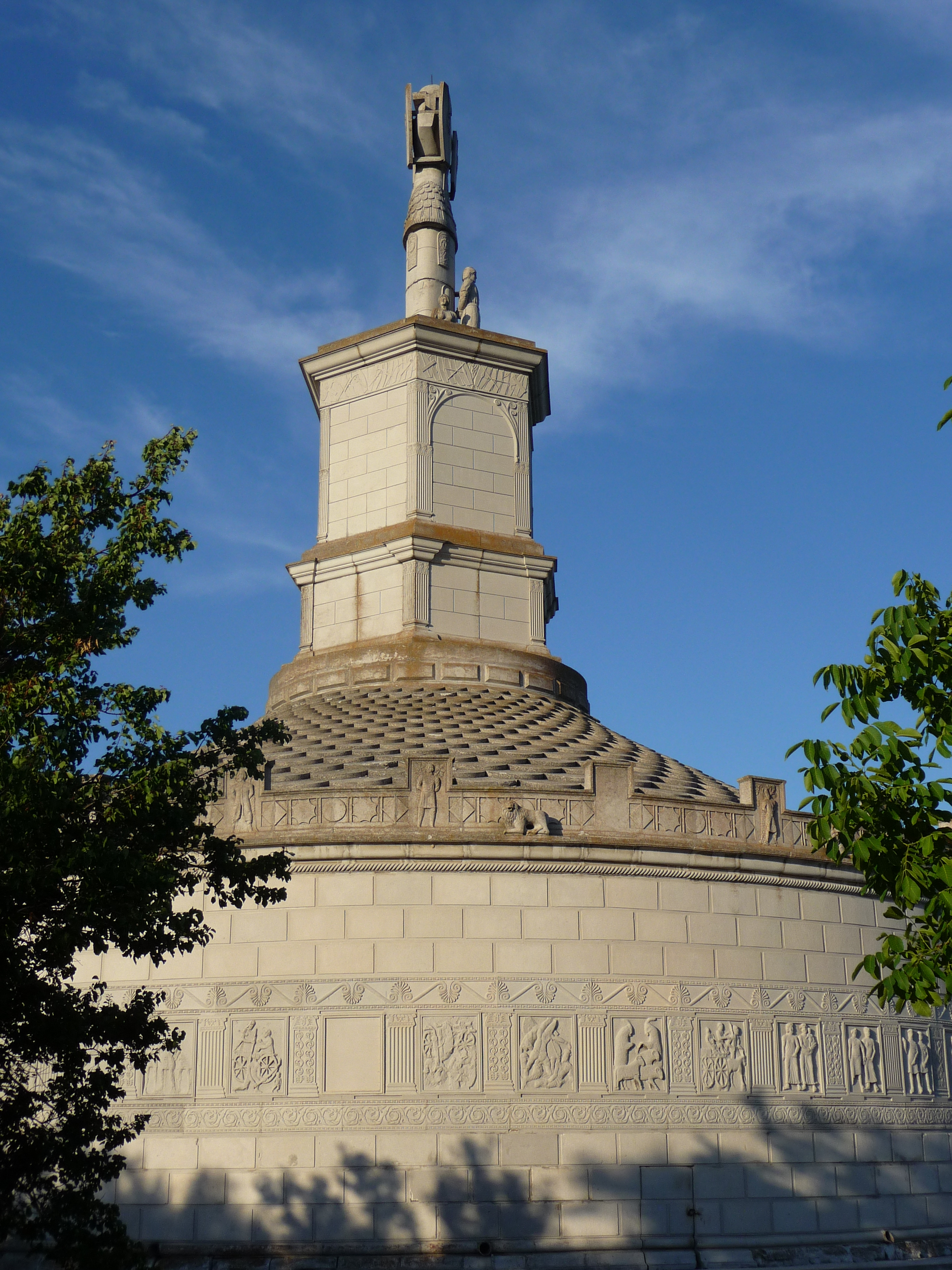
Il monumento Tropaeum Traiani presso Adamclisi che commemora la vittoria romana sui Daci (ricostruzione moderna)

Nel 28-29 a.C. Rholes, un sovrano getico della Dobrugia meridionale, parteggiò per il proconsole di Macedonia Marco Licinio Crasso, in funzione contraria ai Bastarni, e lo assistette Crasso nella conquista degli stati di Dapyx (Dobrugia centrale) e Zyraxes (a nord), contribuendo all'annessione della Dobrugia al regno cliente degli Odrisi; le città greche sulla costa passarono sotto il dominio di Macedonia. Nel 12 d.C. e nel 15 d.C. gli eserciti getici conquistarono per un breve periodo Aegyssus e Troesmis, ma il re Odrisio Remetalce I li sconfisse con l'aiuto dei Romani.
Nel 15 d.C. fu istituita la provincia romana della Mesia, mentre la Dobrugia, sotto il nome di Ripa Thraciae, rimase parte del regno odrisiano; le città greche costiere formavano una praefectura orae maritimae. Nel 46 d.C. la Tracia divenne una provincia romana e i territori dell'attuale Dobrugia furono assorbiti dalla Mesia. I Geto-Daci invasero più volte la regione nel I secolo d.C., soprattutto tra il 62 e il 70. Nello stesso periodo la base della flotta romana del Danubio (classis Flavia Moesica) si trasferì a Noviodunum. Nell'86 la praefectura fu annessa alla Mesia e Domiziano spartì la Moesia, essendo la Dobrugia inclusa nella parte orientale, Moesia Inferior.
Nell'inverno del 101-102 il re dei Daci Decebalo guidò una coalizione di Daci, Carpi, Sarmati e Buri in direzione della Moesia Inferior. Fu sconfitto dalle legioni di Traiano all'altezza di Jantra; seguì la fondazione di Nicopolis ad Istrum per commemorare la vittoria. Uno degli scontri maggiori si verificò vicino all'odierno centro di Adamclisi, nel sud della Dobrugia; l'ultima vittoria fu commemorata dal Tropaeum Traiani, eretto nel 109 sul sito, e dalla fondazione della città di Tropaeum. Dopo il 105, la Legio XI Claudia e la Legio V Macedonica furono assegnate alla Dobrugia, rispettivamente a Durostorum e Troesmis.
Nel 118 Adriano sedò nella regione una ribellione sarmata. Nel 170 Costoboci invase la Dobrugia, attaccando Ibida, Ulmetum e Tropaeum. La provincia rimase generalmente stabile e prospera fino alla crisi del III secolo, che indebolì le difese e facilitò numerose invasioni barbariche. Nel 248 una coalizione di Goti, Carpiani, Taifali, Bastarni e Asdingi, guidata da Argaito e Gunterico, devastò la Dobrugia. Durante il dominio di Decio la provincia patì molto l'attacco dei Goti scatenato dal re Cniva. Attacchi barbari seguirono nel 258, 263 e 267; nel 269 ebbe luogo una battaglia quando la flotta di Goti alleati, Eruli, Bastarni e Sarmati attaccò le città costiere, tra cui Tomis. Nel 272 Aureliano sconfisse i Carpi a nord del Danubio e si stabilì in parte vicino a Carsium ponendo fine alla crisi con l'avvio di ricostruzione.
Sotto Diocleziano la Dobrugia divenne una provincia amministrativa separata, chiamata Scizia, e parte della diocesi della Tracia. Dalla capitale Tomis Diocleziano trasferì la Legio II Herculia a Troesmis e la Legio I Iovia a Noviodunum. Nel 331-332 Costantino I sconfisse i Goti, ma la Dobrugia fu nuovamente devastata dagli Ostrogoti nel 384-386. Gli imperatori romani Licinio, Giuliano l'Apostata e Valerio Valente fecero ricostruire le città della regione.

#### Dominio bizantino
Dopo la divisione dell'impero la Dobrugia fu assorbita dall'impero romano d'oriente. Tra il 513 e il 520 la regione partecipò a una rivolta contro Anastasio I: il suo fomentatore principale, Vitaliano, originario di Zaldapa nella Dobrugia meridionale, sconfisse il generale bizantino Ipazio vicino a Kaliakra. Durante il dominio di Giustino I gli Anti e gli Slavi invasero la regione, ma Germano Giustino li sconfisse; nel 529 il comandante dei Gepidi Mundo respinse una nuova invasione dei Bulgari e degli Anti. I Kutriguri e gli Avari invasero la regione diverse volte fino al 561-562, quando i secondi, sotto Baian, si stabilirono a sud del Danubio come foederati. Durante il regno di Maurizio Tiberio gli slavi devastarono la Dobrugia, radendo al suolo gli insediamenti di Dorostolon, Zaldapa e Tropaeum. Nel 591/593 il generale bizantino Prisco cercò di fermare le invasioni, sconfiggendo gli slavi sotto Ardagast nel nord della provincia. Nel 602, durante l'ammutinamento dell'esercito bizantino nei Balcani sotto Foca, una grande massa di slavi attraversò il Danubio e si stabilì a sud di esso. La Dobrugia rimase sotto il libero controllo dei romei e fu riorganizzata durante il regno di Costantino IV come Thema Scythia.

#### Primo impero bulgaro

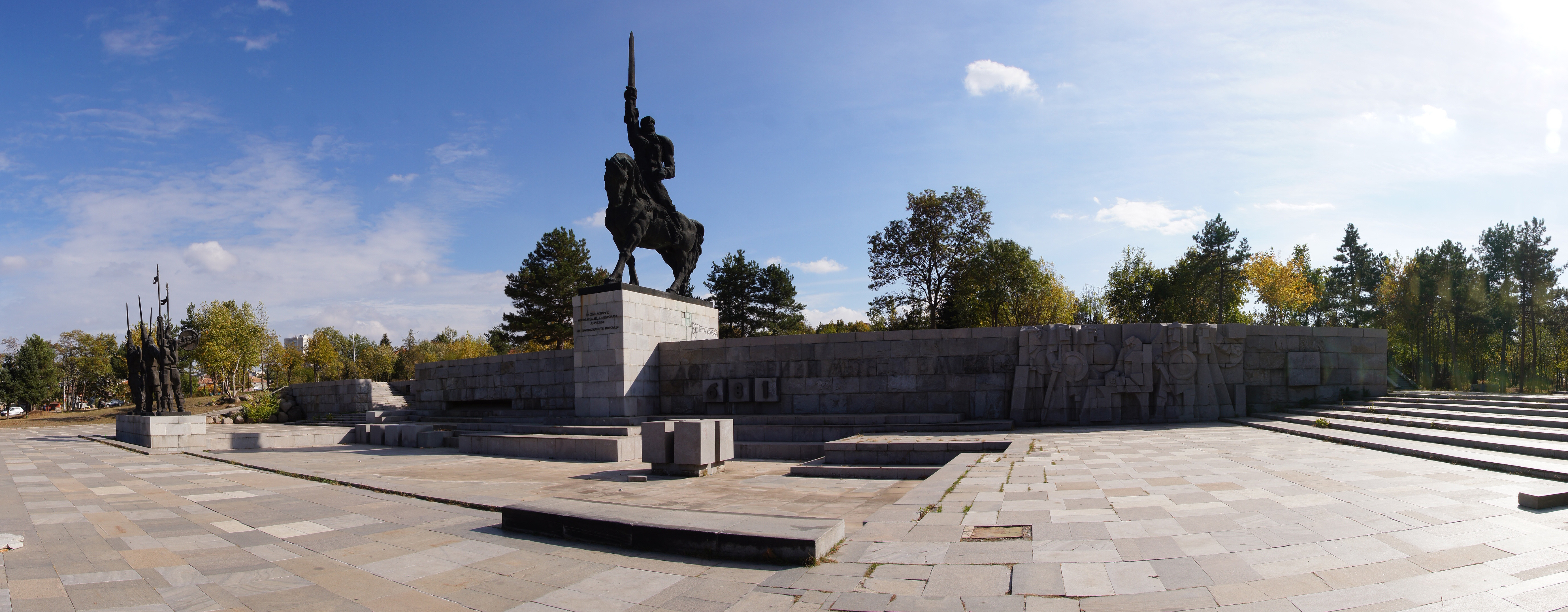
Monumento dedicato ad Asparuh, il fondatore del primo stato bulgaro, a Dobrič; la Dobrugia faceva parte della conquista di Asparuh nel VII secolo

I risultati delle ricerche archeologiche indicano che la presenza bizantina nelle zone interne della Dobrugia e sulle rive del Danubio si ridusse alla fine del VI secolo, sotto la pressione delle invasioni barbariche. L'ultima moneta bizantina ritrovata nelle fortificazioni costiere sulla sponda meridionale del Danubio risale al tempo di Tiberio II Costantino (574–582) ed Eraclio (610–641). Dopo quel periodo tutti gli insediamenti dei romei interni furono distrutti dagli invasori e si spopolarono.
Alcuni siti degli antichi slavi a sud del Danubio, scoperti nei dintorni di Popina, Garvăn e Nova Černa, sono stati datati tra la fine del VI e l'inizio del VII secolo. Queste terre divennero la principale area di insediamento dei bulgari alla fine del VII secolo.
Secondo il trattato di pace del 681, firmato dopo la vittoria bulgara sui bizantini nella battaglia di Ongal, la Dobrugia divenne parte del Primo Impero bulgaro. Poco dopo i bulgari fondarono la città di Pliska, la loro prima capitale, vicino al confine meridionale della Dobrugia, e ricostruirono Madara come importante centro religioso pagano. Secondo la Cronaca apocrifa bulgara dell'XI secolo, lo zar Ispor "accettò lo zarato bulgaro", creò "grandi insediamenti, tra cui Drastar sul Danubio", "delle alte mura dal fiume al mare", "la città di Pliska" e "popolò le terre di Karvuna".
Secondo gli storici bulgari, durante il VII-X secolo la regione fu protetta da una vasta rete di fortezze e bastioni in terra e legno. Verso la fine dell'VIII secolo iniziò la costruzione di numerose fortezze in pietra e di mura difensive. I bulgari ricostruirono anche alcune fortezze bizantine (Kaliakra e Silistra nell'VIII secolo, Madara e Varna nel IX). Secondo Barnea ed altri storici, nei successivi tre secoli di dominazione bulgara i bizantini controllavano ancora la costa del Mar Nero e le foci del Danubio e, per brevi periodi, anche alcune città. Tuttavia, gli archeologi bulgari notano che le ultime monete bizantine trovate, considerate una testimonianza della presenza romea, risalgono a Kaliakra al tempo dell'imperatore Giustino II (565–578), a Varna al tempo dell'imperatore Eraclio I (610–641) e a Tomis al governo di Costantino IV (668–685).
All'inizio dell'VIII secolo Giustiniano II si recò in Dobrugia per chiedere aiuto militare al khan bulgaro Tervel, stando all'iscrizione conservata nella Santissima chiesa dei quaranta martiri a Veliko Tărnovo. La posizione di quest'edificio non è chiara, ma le teorie principali lo collocano a Silistra o a Păcuiul lui Soare. In Dobrugia sono state scoperte varie iscrizioni bulgare in pietra dell'Alto medioevo, tra cui racconti storici, inventari di armamenti, frammenti di edifici e testi commemorativi. In questa fase Silistra acquisì il ruolo di importante centro ecclesiastico bulgaro; divenne episcopato nell'865 e sede del patriarca trace alla fine del X secolo. Nell'895 le tribù magiare guidate da Budjak invasero la Dobrugia e la Bulgaria nordorientale. Un'antica iscrizione slava, rinvenuta a Mircea Vodă, menziona il župa Dimitri (Дѣимитрѣ жѹпанѣ), un feudatario locale prominente nel sud della regione nel 943.

#### Dalla seconda parentesi bizantina alla dominazione mongola

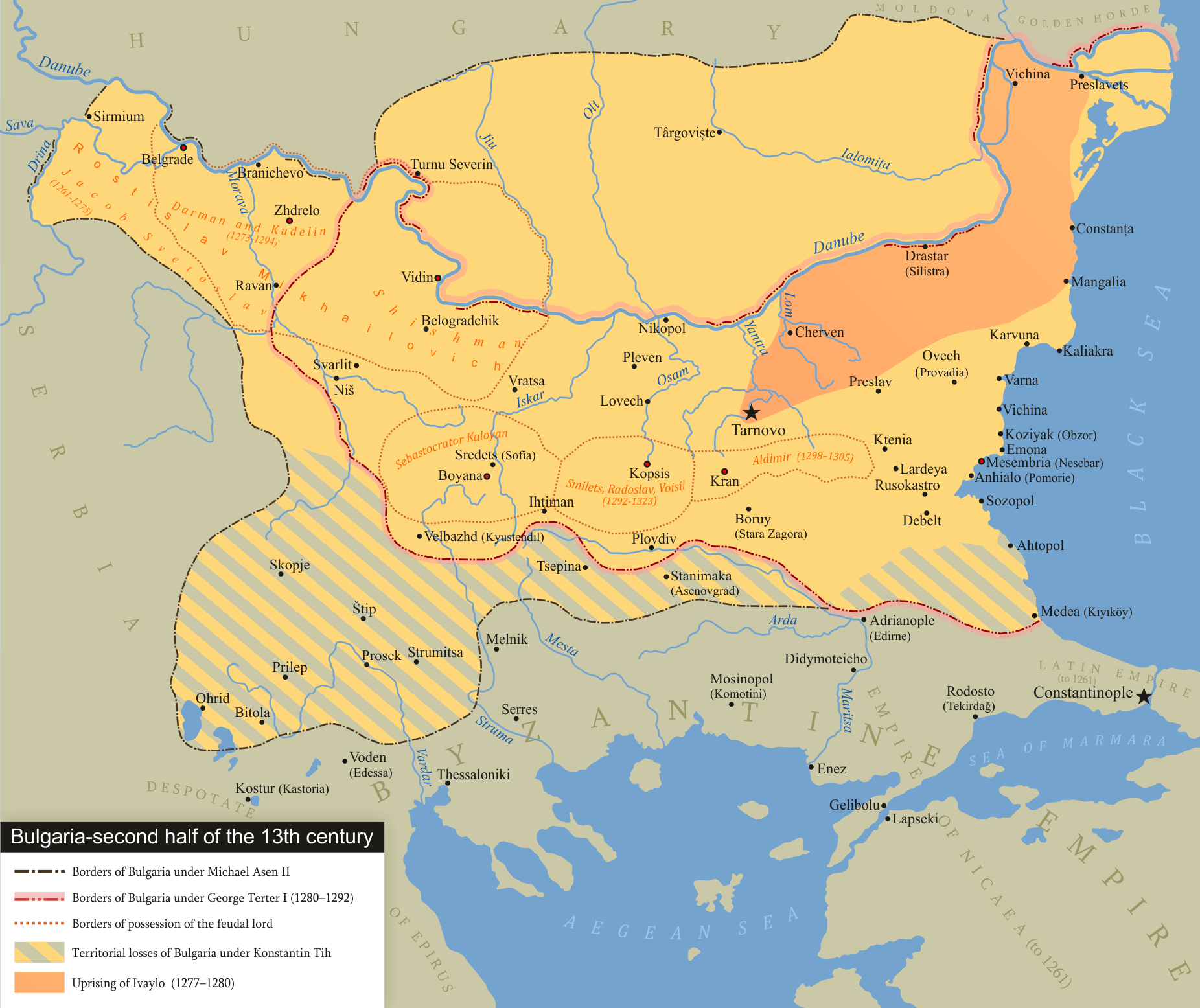
La Bulgaria nella seconda metà del XIII secolo. I punti rossi mostrano la portata della rivolta di Ivailo

Con il sostegno finanziario dell'imperatore bizantino Niceforo II di Costantinopoli, Svjatoslav I di Kiev assistette i romei nella guerra contro i bulgari: il ruteno surclassò i suoi avversari guidati da Boris II e occupò la Bulgaria settentrionale. Presa la Dobrugia nel 968, trasferì la capitale della Rus' di Kiev a Pereyaslavets, nel nord della regione, e non consegnò le sue conquiste balcaniche ai bizantini. Di conseguenza i patti decaddero, e i bizantini, sotto Giovanni I Zimisce, riconquistarono la Dobrugia nel 971.
Secondo alcuni storici, subito dopo il 976 o nel 986 la parte meridionale della Dobrugia finì col far parte dello stato bulgaro, allora governato da Samuele. Nell'anno 1000 un'armata bizantina comandata da Teodorocano si riappropriò dell'intera Dobrugia e organizzò la regione come strategia di Dorostolon e, dopo il 1020, come Paristrion (Paradounavon).
Tra il X e il XI secolo, per prevenire attacchi a cavallo da nord, i romei costruirono tre bastioni che andavano dal mar Nero al Danubio. Secondo gli archeologi e gli storici bulgari, queste fortificazioni potrebbero essere state erette molto prima dal Primo impero in risposta alla minaccia delle incursioni dei Cazari.
Nel X secolo i bizantini accolsero in Dobrugia piccoli gruppi di peceneghi, ma presto sorsero dissidi: nella primavera del 1036 i popoli giunti da est devastarono gran parte della regione, distruggendo i forti di Capidava e Dervent e bruciando Dinogeţia. Nel 1046 i bizantini accettarono i peceneghi sotto Kegen stabilitisi nel Paristrion (nei pressi dell'odierno confine orientale tra Bulgaria e Romania) come foederati. I nomadi provenienti dall'Asia centrale non erano pacifici: imperversarono nella regione fino al 1059, quando Isacco I Comneno si assicurò la Dobrugia e la Tracia.
Nel 1064 la regione fu invasa dagli oghuz. Tra il 1072 e il 1074 Nestore, nuovo stratego del Paristrion, mentre si trovava a Dristra, scoprì che il sovrano pecenego Tatrys preparò una ribellione, culminata in alcune schermaglie nel 1078. Nel 1091 si ha notizia di tre governanti autonomi, probabilmente peceneghi, menzionati nell'Alessiade: Tatos (Τατοῦ) o Chalis (χαλῆ) nell'area di Dristra (probabilmente lo stesso Tatrys che fomentò la ribellione qualche decennio prima), Sestlav (Σεσθλάβου) e Satza (Σατζά) nell'area di Vicina, sul Danubio.
Frattanto anche i cumani si trasferirono in Dobrugia intorno al 1094 e la loro influenza nella regione perdurò fino all'avvento dell'impero ottomano. Nel 1187 i bizantini persero il controllo della zona a favore del restaurato impero bulgaro. Nel 1241 i primi gruppi tatari, comandati da Kadan, invasero la Dobrugia, innescando una sequela infinita di tumulti. Intorno al 1263–1264 l'imperatore bizantino Michele VIII Paleologo permise al sultano Kaykaus II di stabilirsi nell'area con un gruppo di selgiuchidi giunti dall'Anatolia; un missionario derviscio, tale Sarı Saltuk, figurava come autorità centrale di questa comunità. La sua tomba, localizzata a Babadag, che prese da lui il nome, costituisce ancora meta di pellegrinaggio per i fedeli musulmani. Le cronache arabe del XIII secolo chiamavano la Dobrugia Şakji e gli abitanti valacchi al-Awalak e ulaqut. Nel 1265 l'imperatore bulgaro Costantino Tikh Asen ingaggiò 20.000 tatari per attraversare il Danubio e attaccare la Tracia bizantina. Sulla via del ritorno, i tartari costrinsero la maggior parte dei selgiuchidi, incluso il loro capo Sarı Saltuk, a trasferirsi al fianco dei kipčaki in Cumania.
Nella seconda parte del XIII secolo l'Orda d'Oro dell'impero mongolo razziò e saccheggiò continuamente la Dobrugia; l'incapacità delle autorità bulgare di far fronte alle numerose incursioni costituì il motivo principale dell'insurrezione guidata da Ivailo (1277–1280), scoppiata nella Bulgaria orientale. L'esercito di Ivailo sconfisse i tartari, costretti ad evacuare verso terre sicure, poi l'esercito di Costantino Tikh, dopodiché fu incoronato imperatore di Bulgaria.
La guerra con i tartari proseguì: nel 1278, dopo una nuova invasione tartara, Ivailo fu costretto a ritirarsi nella fortezza di Silistra, dove resistette a un assedio di tre mesi. Nel 1280 la nobiltà bulgara, che temeva la crescente influenza dell'imperatore contadino, organizzò un colpo di stato; Ivailo dovette fuggire dal suo nemico, il tartaro Nogai Khan, che in seguito lo uccise. Nel 1300 Tokta, nuovo khan dell'Orda d'Oro, cedette la Bessarabia all'imperatore Teodoro Svetoslav.

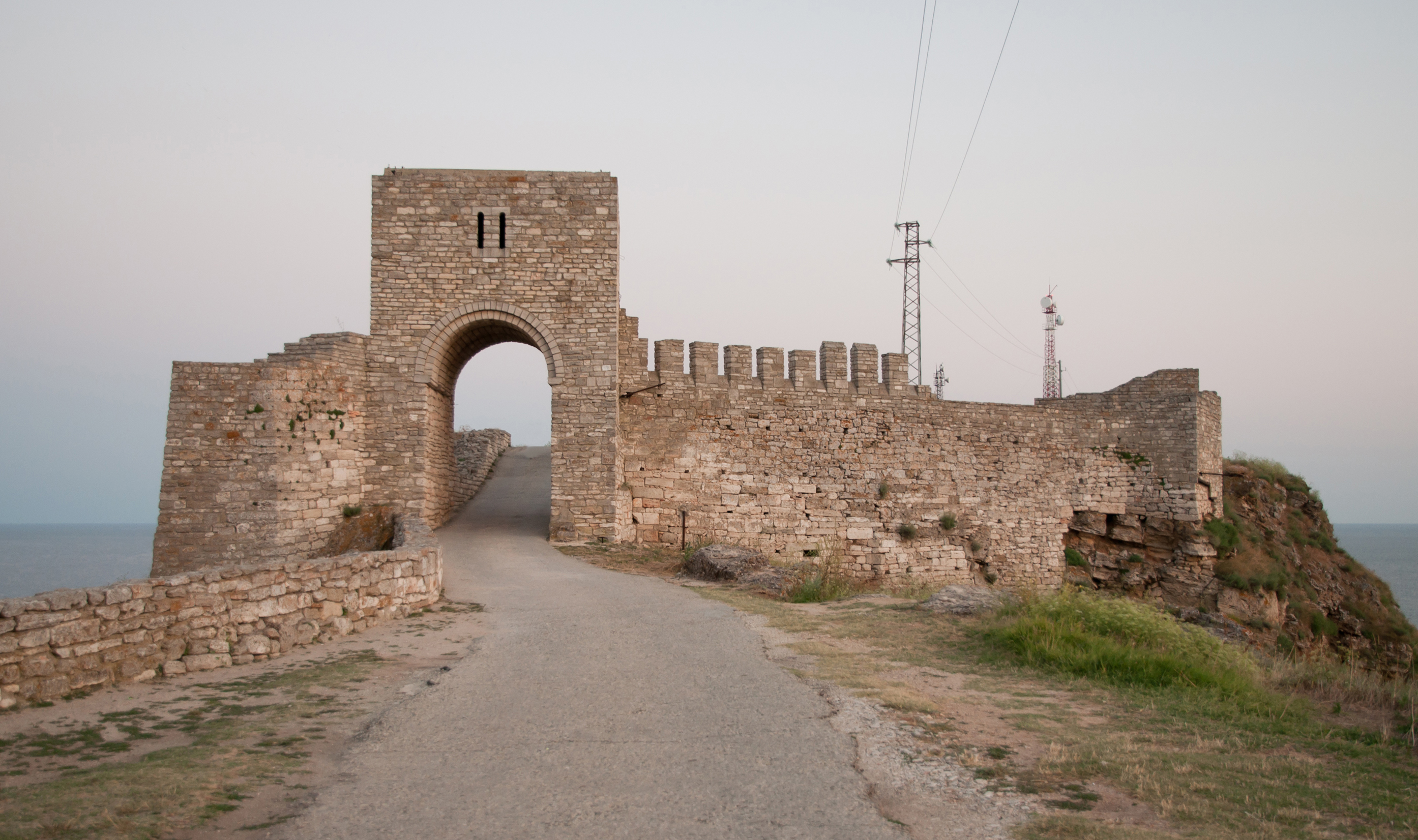
Fortezza di Kaliakra, centro precipuo del Principato autonomo di Dobrugia

### Autonomia dobrugiana nel XIV secolo
Nel 1325 il patriarca ecumenico nominò Metodio metropolita di Varna e Carvona: dopo questa data, Balik/Balica è menzionato come governatore locale nella Dobrugia meridionale. Nel 1346 quest'ultimo sostenne Giovanni V Paleologo nella sua contesa per il trono di Costantinopoli contro Giovanni VI Cantacuzeno e spedì un corpo d'armata al comando di suo figlio Dobrotitsa/Dobrotici e di suo fratello Teodoro, per aiutare la madre di Giovanni Paleologo, Anna di Savoia. Per il suo coraggio Dobrotitsa ricevette il titolo di "stratego" e poi sposò la figlia del megaduca Alessio Apocauco. Dopo la riconciliazione dei due pretendenti scoppiò una disputa territoriale tra la suddivisione amministrativa dobrugiana e l'impero bizantino per il porto di Midia (oggi Kıyıköy): nel 1347, su richiesta di Giovanni V Paleologo, l'emiro Bahud-din Umur, bey di Aydın, guidò una spedizione navale contro Balik, distruggendo i porti marittimi della Dobrugia. Balik e Teodoro morirono durante lo scontro; Dobrotitsa, che aveva a quel punto perso il fratello, assunse il ruolo di sovrano.

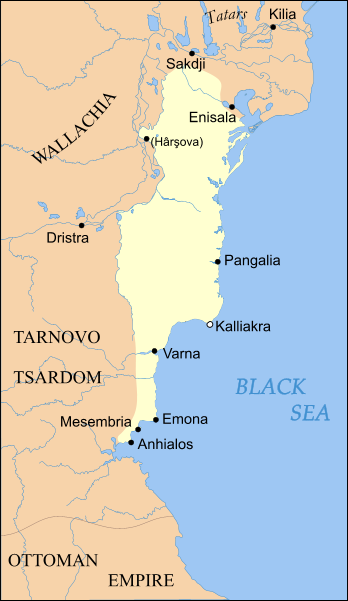
Principato di Dobrotici/Dobrotitsa durante il 1370

Tra il 1352 e il 1359, con il declino del dominio dell'Orda d'Oro nella Dobrugia settentrionale, comparve una nuova entità, controllata dal principe tataro Demetrio, che si proclamò protettore delle foci del fiume Danubio.
Nel 1357 Dobrotitsa viene menzionato come despota su un vasto territorio, comprese le fortezze di Varna, Kozeakos (vicino a Obzor) ef Emona. Nel 1366 Giovanni V Paleologo visitò Roma e Buda, cercando di ottenere sostegno militare per le sue campagne. Al ritorno fu imprigionato a Vidin da Ivan Alessandro, zar di Tarnovo, il quale temeva che le nuove alleanze si indirizzassero contro il suo regno. La crociata anti-ottomana sotto Amedeo VI di Savoia, sostenuta dalle repubbliche di Venezia e Genova, seguì una rotta alternativa per far liberare l'imperatore bizantino. Dobrotitsa cooperò con i crociati e, dopo che gli alleati conquistarono diversi forti bulgari sul mar Nero, Ivan Alessandro liberò Giovanni e negoziò un accordo di pace. Il ruolo di Dobrotitsa nel conflitto gli fruttò numerosi vantaggi politici: sua figlia sposò uno dei figli di Giovanni V, Michele, mentre il principato estese il suo controllo su alcuni forti persi dai bulgari (Anchialos e Mesembria).
Nel 1368, dopo la morte del principe Demetrio, Dobrotitsa fu riconosciuto governante su Pangalia e altri centri abitati sulla riva destra del Danubio. Nel 1369, insieme a Vladislav I di Valacchia, aiutò il principe Sracimir a riprendere il trono di Vidin.
Tra il 1370 e il 1375, alleatosi con Venezia, Dobrotitsa sfidò l'autorità genovese sul mar Nero e tentò una serie di mosse politiche: nel 1376 cercò di imporre suo genero, Michele, come imperatore di Trebisonda, senza successo; sostenne Giovanni V Paleologo contro suo figlio Andronico IV; nel 1379 la flotta della Dobrugia partecipò al blocco di Costantinopoli combattendo con la flotta genovese.
Nel 1386 Dobrotitsa si spense e gli succedette Ivanko/Ioankos; nello stesso anno sottoscrisse un'intesa di pace con Murad I e nel 1387 firmò un trattato commerciale con Genova. Ivanko perì nel 1388 durante la spedizione del gran visir ottomano Çandarlı Ali Pascià contro Tarnovo e Dristra, una campagna che portò la maggior parte dei forti di Dobrugia a cadere sotto il dominio ottomano.

### Dominio valacco

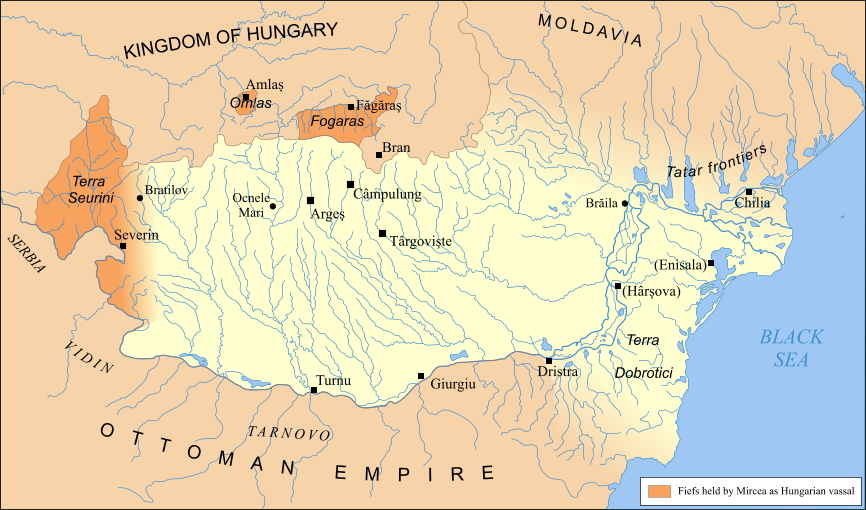
La Dobrugia (Terra Dobrotici) come parte della Valacchia sotto Mircea il Vecchio

Nel 1388-1389 la Dobrugia (Terrae Dobrodicii, come menzionata in un documento del 1390) e Dristra (Dârstor) passarono sotto il controllo di Mircea il Vecchio, sovrano della Valacchia, che sconfisse il gran visir ottomano.
Il sultano Bayezid I si assicurò la parte meridionale del territorio nel 1393, attaccando ancora infruttuosamente Mircea un anno dopo. Nella primavera del 1395 il signore valacco riprese possesso di una porzione dei territori perduti in Dobrugia con l'aiuto dei suoi alleati ungheresi, ma gli ottomani riconquistarono l'area nel 1397 e la governarono fino al 1404, salvo una breve interruzione quando nel 1401 Mircea sconfisse gli invasori.
La vittoria di Tamerlano su Bayezid ad Ankara nel 1402 inaugurò una fase di anarchia, e Mircea ne approfittò per organizzare una nuova campagna anti-ottomana: nel 1403 occupò il forte genovese di Kilia e nel 1404 impose di nuovo la sua autorità in Dobrugia. Nel 1416 fomentò la rivolta contro il sultano Mehmet I, guidata da Sheikh Bedreddin nell'area di Deliorman, nel sud della Dobrugia.
Dopo la morte di Mircea nel 1418, suo figlio Mihail I tentò di arginare i numerosi attacchi degli ottomani, ma fu ucciso in battaglia nel 1420. Quell'anno il sultano turco Mehmed I condusse personalmente la conquista definitiva di Dobrugia; la Valacchia conservò solo le foci del Danubio, e non per molto tempo.
Alla fine del XIV secolo il viaggiatore tedesco Johann Schiltberger descrisse queste terre come segue:

### Dominio ottomano

I principali porti sviluppatisi sul mar Nero tra il XIII e il XVII secolo

Occupata dagli ottomani nel 1420, la regione rimase sotto il controllo orasmio fino alla fine del XIX secolo. Inizialmente organizzata come udj (provincia di confine) e inclusa nel sangiaccato di Silistra, divenne parte dell'Eyalet di Rumelia e più tardi, sotto Murad II o Solimano il Magnifico, il sangiaccato di Silistra e i dintorni furono organizzati come un eyalet separato. Gruppi di turchi, arabi e popoli tartari si stabilirono nella regione in più riprese; gli ultimi soprattutto tra il 1512 e il 1514. Nel 1555 una rivolta guidata dal "falso" (düzme) Mustafa, un usurpatore che aspirava al trono turco, contro l'amministrazione di Istanbul in Rumelia, raggiunse presto la Dobrugia, seppur repressa dal beilerbei di Niğbolu.
Nel 1603 e nel 1612 la regione subì le incursioni dei cosacchi, che diedero alle fiamme Isaķči e razziarono Küstendje. L'impero russo occupò più volte la Dobrugia durante le guerre russo-turche (1771–1774, 1790–1791, 1809–1810, 1829 e 1853). L'invasione più violenta, quella del 1829, portò allo spopolamento di numerosi villaggi e città. Il trattato di Adrianopoli del 1829 cedette all'impero russo il delta del Danubio, restituito però agli ottomani nel 1856, dopo la guerra di Crimea. Nel 1864 la Dobrugia entrò nel vilayet del Danubio.
Durante i regni di Pietro I e di Caterina la Grande, i lipovani migrarono nella regione del delta del Danubio; dopo la distruzione del Sič di Zaporižžja nel 1775, le autorità turche imposero l'insediamento forzato dei cosacchi a nord del lago Razim, dove essi fondarono il Sich del Danubio. Furono costretti a lasciare la Dobrugia nel 1828.
Nella seconda parte del XIX secolo i ruteni dell'Impero austriaco si stabilirono nel delta del Danubio. Dopo la guerra di Crimea numerosi tartari furono scacciati dalla penisola e immigrarono nella Dobrugia ottomana, principalmente nella valle di Karasu, al centro della regione e intorno a Bābā Dāgh. Nel 1864 i circassi in fuga dall'invasione russa del Caucaso (se ne contavano 400.000 nei Balcani) si stabilirono nella regione boscosa vicino a Bābā Dāgh. Alcuni tedeschi giunti dalla Bessarabia fondarono colonie in Dobrugia tra il 1840 e il 1892.
Secondo le statistiche dell'esarcato bulgaro, prima del 1824 nella Dobrugia settentrionale si contavano 9.364 famiglie bulgare. Nel 1850 lo studioso Ion Ionescu de la Brad scriveva in un'opera patrocinata dal governo ottomano e dedicata alla Dobrufia che i traci erano venuti nella regione "negli ultimi vent'anni circa". L'autore individuava nella regione 2.285 famiglie bulgare, 1.194 delle quali stanziate in Dobrugia settentrionale. Lo storico Ljubomir Miletič nello stesso anno ne contava 2.097. La maggior parte erano coloni del XIX secolo o loro discendenti. Secondo lo knjaz russo Vladimir Cherkasskj, capo del governo russo provvisorio in Bulgaria nel 1877-1878, le comunità bulgare in Dobrugia erano più numerose di quelle rumene. Tuttavia, il conte Shuvalov, rappresentante russo al Congresso di Berlino, affermò che ala Dobrugia spettava alla Romania "più di qualunque altra potenza per via della sua composizione demografica".
L'organizzazione religiosa cristiana della regione rimase sotto l'autorità della Chiesa ortodossa bulgara come garantito da un firmano emesso dal sultano il 28 febbraio 1870, ma i greci e la maggior parte dei rumeni della Dobrugia settentrionale rimasero sottoposti all'arcidiocesi greca di Tulça (fondata nel 1829).

### 1878-1900

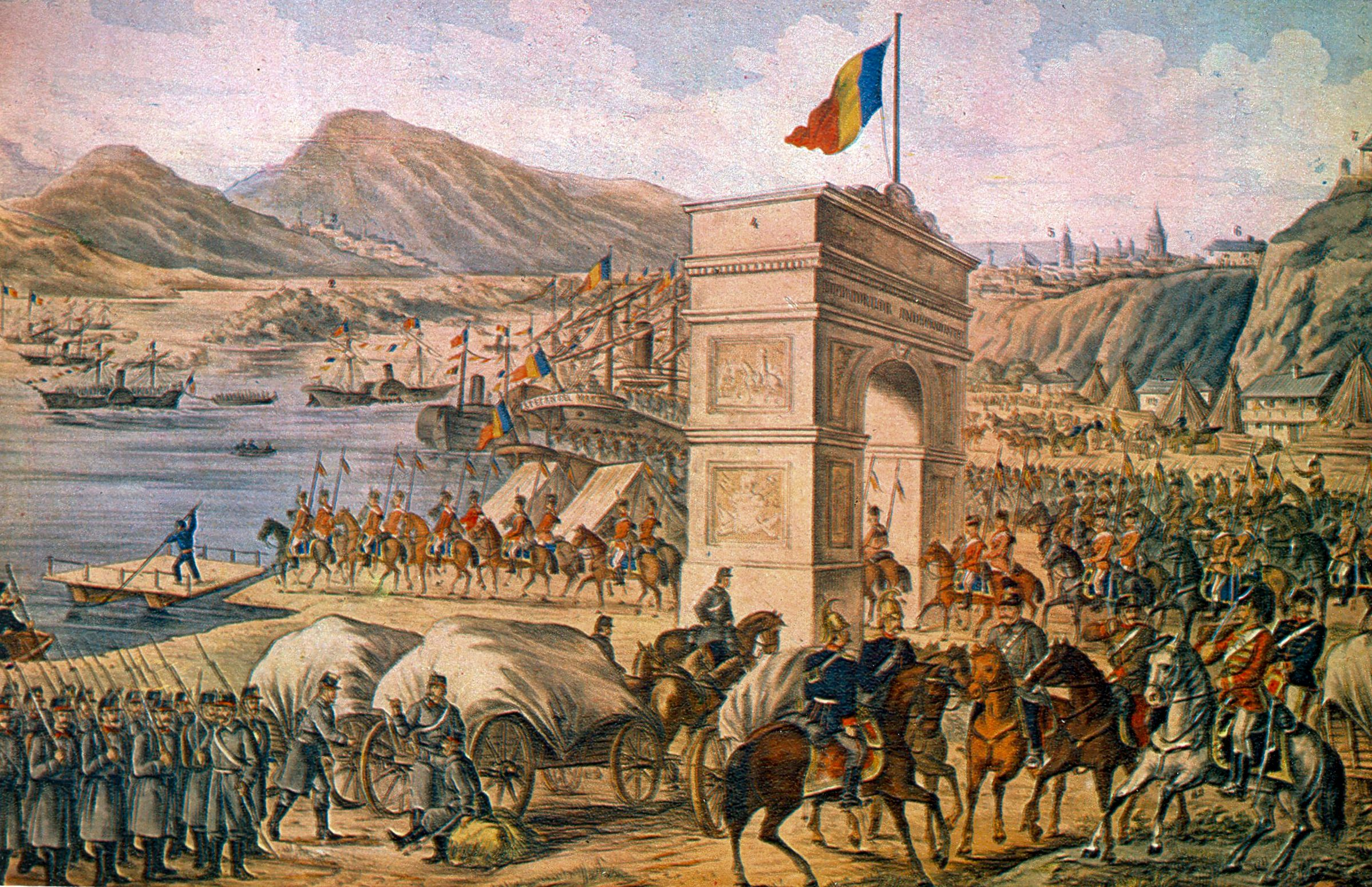
Le truppe rumene attraversano trionfalmente il Danubio nella Dobrugia settentrionale. Litografia patriottica a colori del 1878

Dopo la guerra del 1878, la pace di Santo Stefano assegnò la Dobrugia alla Russia e al Principato di Bulgaria di recente costituzione. La parte settentrionale, detenuta dalla Russia, passò alla Romania in cambio della Russia ottenendo territori in Bessarabia meridionale, assicurando così un accesso diretto alle foci del Danubio. Nella Dobrugia settentrionale, i rumeni costituivano la maggioranza, con piccoli nuclei di traci presenti nel nord-est (intorno a Babadag), nonché un'importante comunità musulmana (principalmente turchi e tartari) sparsa nella regione.

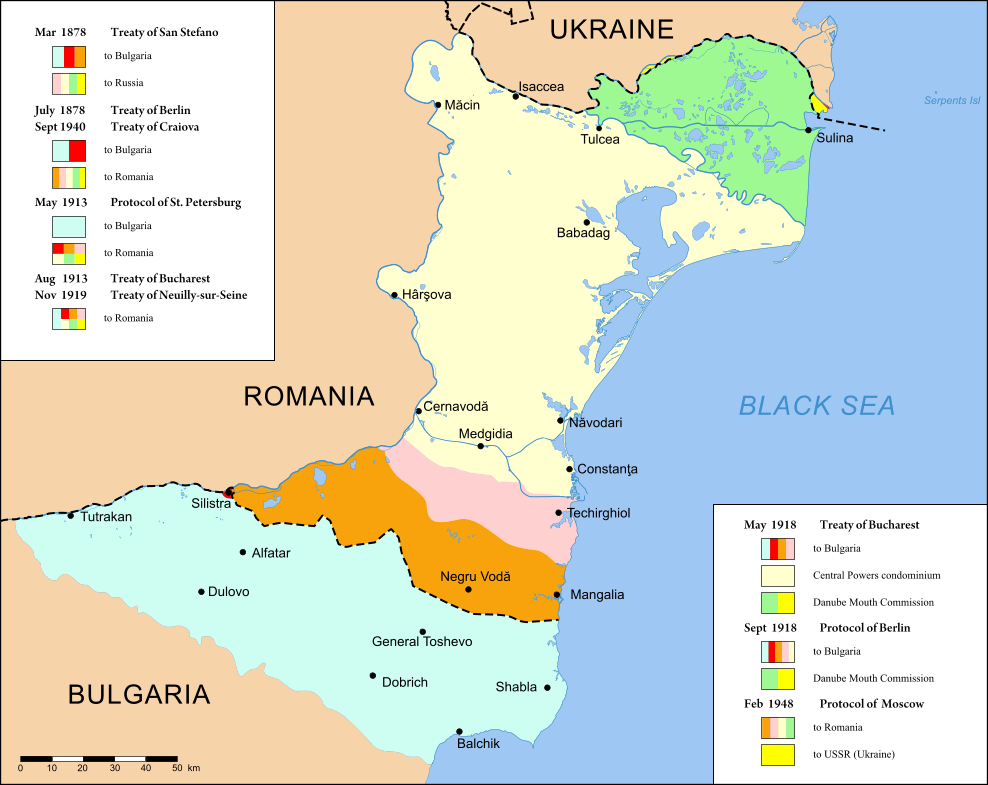
La Dobrugia dopo il 1878

La parte meridionale, detenuta dalla Bulgaria, fu ridotta lo stesso anno dal trattato di Berlino: su consiglio del delegato francese, una striscia di terra che si estendeva nell'area interna dal porto di Mangalia (mostrato in arancione sulla mappa sopra) fu ceduta alla Romania, poiché la porzione sud-occidentale conteneva un'area soprattutto di etnia rumena. La città di Silistra, situata nel punto più a sud-ovest della zona, rimase legata al mondo bulgaro a causa della nutrita comunità locale. In seguito, la Romania tentò di occupare militarmente il sito, ma nel 1879 una nuova commissione internazionale autorizzò la Romania ad insediarsi solo nel forte di Arab Tabia, che si affacciava su Silistra, ma non quest'ultimo centro.
All'inizio della guerra russo-turca del 1877-1878, si contavano perlopiù turchi, bulgari e tartari nella regione, mentre poco prima della fine del conflitto diversi musulmani evacuarono in altre aree della Bulgaria e della Turchia. Dopo il 1878, il governo rumeno incoraggiò i suoi concittadini situati in altri distretti a stabilirsi nella Dobrugia settentrionale e accettò il ritorno di una parte della popolazione musulmana sfollata a causa del conflitto.
Secondo gli storici bulgari, dopo il 1878 le autorità ecclesiastiche rumene assunsero il controllo su tutte le chiese locali, ad eccezione di quelle di Tulcea e Costanza, le quali poterono ancora celebrare le liturgie in bulgaro. Tra il 1879 e il 1900, i bulgari costruirono 15 nuove chiese nella Dobrugia settentrionale. Dopo il 1880, italiani provenienti dal Friuli e dal Veneto si stabilirono a Greci, Cataloi e Măcin, nel nord della Dobrugia: questi trovavano impiego nelle cave di granito nei monti Măcin, mentre alcuni sono diventati agricoltori. Sofia frattanto incoraggiò l'insediamento dei bulgari nel territorio della Dobrugia meridionale.

### Dal XX secolo a oggi

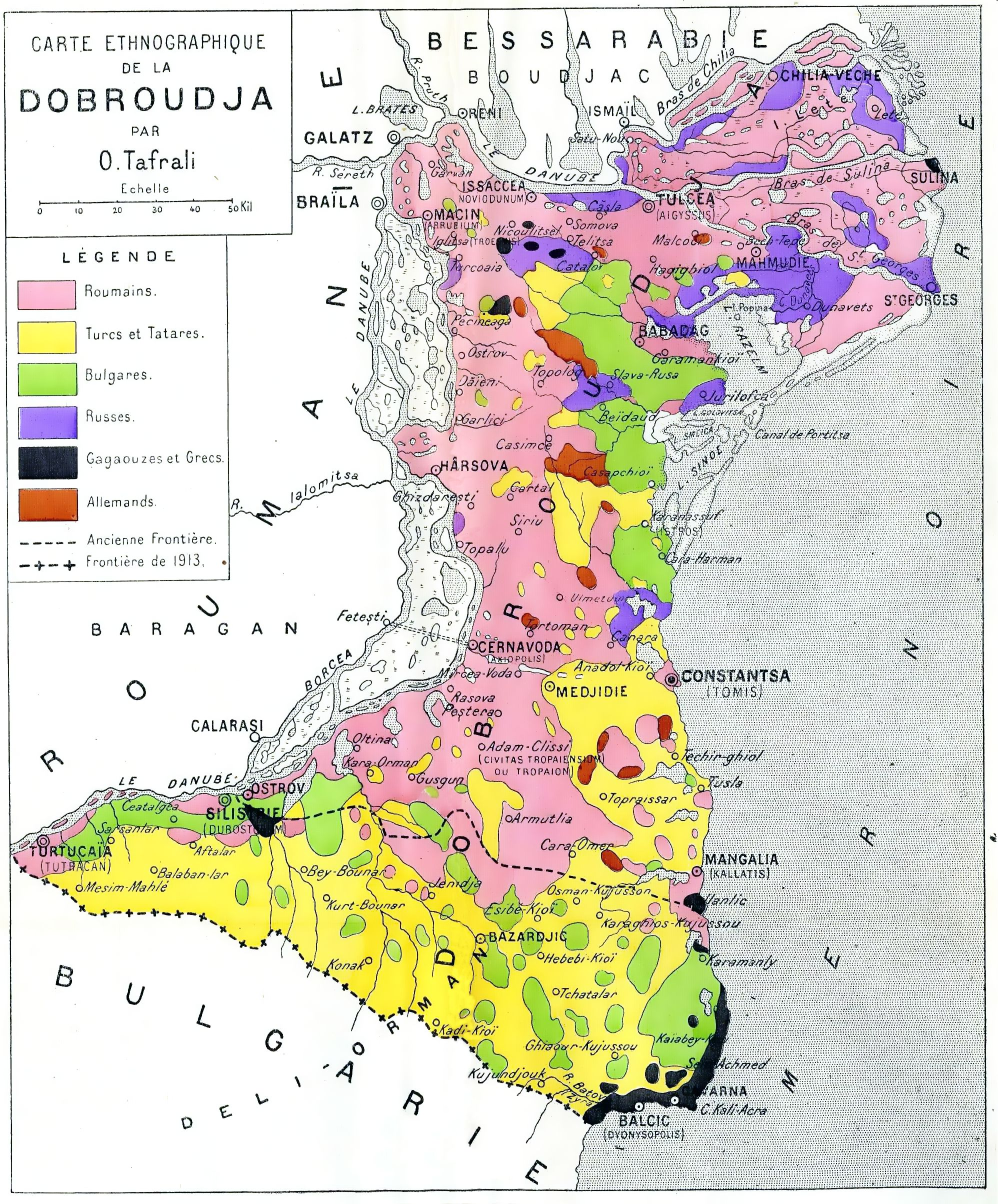
Gruppi etnici in Dobrugia intorno al 1918

Nel maggio 1913, le grandi potenze assegnarono Silistra e gli immediati dintorni nel raggio di 3 km alla Romania, in occasione della Conferenza di San Pietroburgo. Nell'agosto 1913, dopo la seconda guerra balcanica, la Bulgaria perse la Dobrugia meridionale (in particolare, la zona cosiddetta del quadrilatero) in favore della Romania, evento confermato dal trattato di Bucarest. Con l'entrata della Romania nella prima guerra mondiale dalla parte della Francia e della Russia, gli imperi centrali occuparono tutta la Dobrugia e cedettero il cosiddetto quadrilatero, così come la parte meridionale della Dobrugia settentrionale, alla Bulgaria nel trattato di Bucarest del 1918. Tale situazione durò per un breve periodo: quando le potenze alleate emersero vittoriose alla fine della guerra, la Romania riconquistò i territori perduti grazie all'intesa di Neuilly del 1919. Tra il 1926 e il 1938, circa 30.000 aromuni originari della Bulgaria, della Macedonia e della Grecia vennero reinsediati nella Dobrugia meridionale, a fianco ad alcuni megleno-rumeni.
Nel 1923 fu fondata l'Organizzazione Rivoluzionaria Interna della Dobrugia (Vnătrešna Dobrogeanska Revolucionerna Organizacija o VDRO), un'organizzazione nazionalista bulgara: attivi nella Dobrugia meridionale sotto diverse forme fino al 1940, i distaccamenti VDRO ostacolarono il diffuso brigantaggio nella regione, oltre a opporsi all'amministrazione rumena. Considerata la natura del genere di operazioni a cui miravano, le autorità rumene bollarono presto la VDRO quale "organizzazione terroristica"; al contrario, i bulgari etnici guardavano con discreta simpatia a quello che, a loro giudizio, appariva un movimento di liberazione. Nel 1925, una parte dei comitati sovversivi bulgari formò l'Organizzazione rivoluzionaria dei dobrugiani (DRO), in seguito subordinata al Partito comunista di Romania. In contrasto con la VDRO, che lottò per l'inclusione della regione nello stato bulgaro, la DRO chiedeva l'indipendenza della Dobrugia e la sua inclusione nel progetto della Federazione Balcanica. I mezzi utilizzati dalla DRO per raggiungere i suoi obiettivi apparivano più pacifici.
Durante la seconda guerra mondiale, la Bulgaria riconquistò la Dobrugia meridionale, in virtù del trattato di Craiova la cui firma fu promossa dalle potenze dell'Asse nel settembre 1940: l'insistenza dei negoziatori rumeni su Balčik e altre città, che avrebbero dovuto a loro parere restare in mano a Bucarest, rimase inascoltata. Come parte del trattato, gli abitanti rumeni (risultavano inclusi nello specifico aromuni e megleno-rumeni rifugiati o coloni di altre regioni della Romania e rumeni autoctoni della regione) furono costretti ad abbandonare il territorio riacquisito, mentre la minoranza bulgara del nord fu espulsa per recarsi in Bulgaria nell'ambito di uno scambio di popolazione. Nel dopoguerra, ai sensi dei trattati di pace di Parigi del 1947, si ripristinò il confine del 1940.
Nel 1948, e ancora nel 1961-1962, la Bulgaria propose una rettifica del confine nell'area di Silistra, consistente principalmente nel trasferimento di una porzione rumena contenente la sorgente d'acqua di quella città. La Romania avanzò una proposta alternativa che non comportava un cambiamento territoriale e, alla fine, la rettifica non ebbe luogo. Le due nazioni, membri dell'Unione europea dal 2007, non hanno effettuato più rivendicazioni territoriali e condividono una demarcazione comune lunga 631,3 km che transita anche per la Dobrugia. Il 5 luglio 2001 fu istituita una commissione di storia inter-accademica congiunta bulgaro-rumena per combattere le derive nazionaliste e protocroniste nella storiografia (in particolare nella scuola) dei due paesi.
In Romania, il 14 novembre è oggi celebrata come giornata della Dobrugia.

## Toponimo
L'opinione più diffusa tra gli studiosi è che l'origine del termine "Dobrugia" sia da ricercare nella versione turca del nome di un sovrano bulgaro del XIV secolo, il despota Dobrotitsa. Era comune per i turchi nominare le aree geografiche sulla scia del nome dei primi governanti (ad esempio, la vicina Moldavia era conosciuta come Bogdan Iflak dai turchi perché amministrata da Bogdan I). Le altre ricostruzioni presentate dagli studiosi non hanno goduto della medesima fortuna.
Abdolonyme Ubicini credeva che Dobrugia stesse per "buone terre", termine derivato dallo slavo dobro ("buono"): tale ipotesi riscosse discreti consensi nel XIX secolo. Una simile derivazione sembra contrastare con la tradizionale descrizione ottocentesca della Dobrugia come terra arida e stepposa; si è sostenuto che questa espressione dipendeva da un punto di vista dei ruteni, che consideravano il delta del Danubio nella Dobrugia settentrionale come un miglioramento significativo rispetto alle lande dell'odierna Ucraina. I.A. Nazarettean combina la parola slava con la tatara budjak ("angolo"), proponendo così l'etimologia "angolo buono".
Una versione corrispondente alle descrizioni contemporanee è stata suggerita da Felix Philipp Kanitz, che associò il toponimo al bulgaro dobrice ("terreno roccioso e improduttivo"). Secondo Gheorghe I. Brătianu, l'origine sarebbe legata alla parola turca Bordjan o Brudjars, con cui ci si riferiva ai proto-bulgari; il termine veniva adoperato anche da scrittori arabi.
Uno dei primi usi documentati del toponimo appare il turco Oghuz-name, datato al XV secolo, in cui si fa riferimento alla regione come Dobruja-éli (دوبرجه): il suffisso possessivo el-i indicava che la terra era considerata appartenente a Dobrotitsa. La perdita della particella finale non si palesa come insolita nel mondo turco, in quanto un'evoluzione simile è stata osservata nel toponimo di Aydın, originariamente "Aydın-éli". Un altro antico utilizzo si rintraccia in una traduzione latina del XVI secolo delle Storie di Laonico Calcondila, dove il termine Dobroditia è adoperato per meglio rendere l'originale in greco bizantino Δοβροτίκεω χώρα (Dobrotíkeo cora), ovvero "regione di Dobrotitsa. Nel XVII secolo, veniva citata in più resoconti in varie versioni utilizzate anche da autori stranieri, tra cui Dobrucia, Dobrutča, Dobrus, Dobruccia, Dobroudja e Dobrudscha.
In principio, il toponimo indicava solo la steppa della regione meridionale, situata tra le foreste intorno a Babadag a nord e la linea Silistra-Dobrič-Balčik a sud. Più tardi, il termine assunse valore estensivo, includendo pure la parte settentrionale e il delta del Danubio. Nel XIX secolo alcuni autori adoperarono il nome per riferirsi proprio al territorio compreso tra il ramo più meridionale del Danubio (San Giorgio) a nord e la valle di Karasu (oggi canale Danubio-Mar Nero) a sud.

### Stemma
L'emblema locale è rappresentato con due delfini nello stemma della Romania.

## Cultura

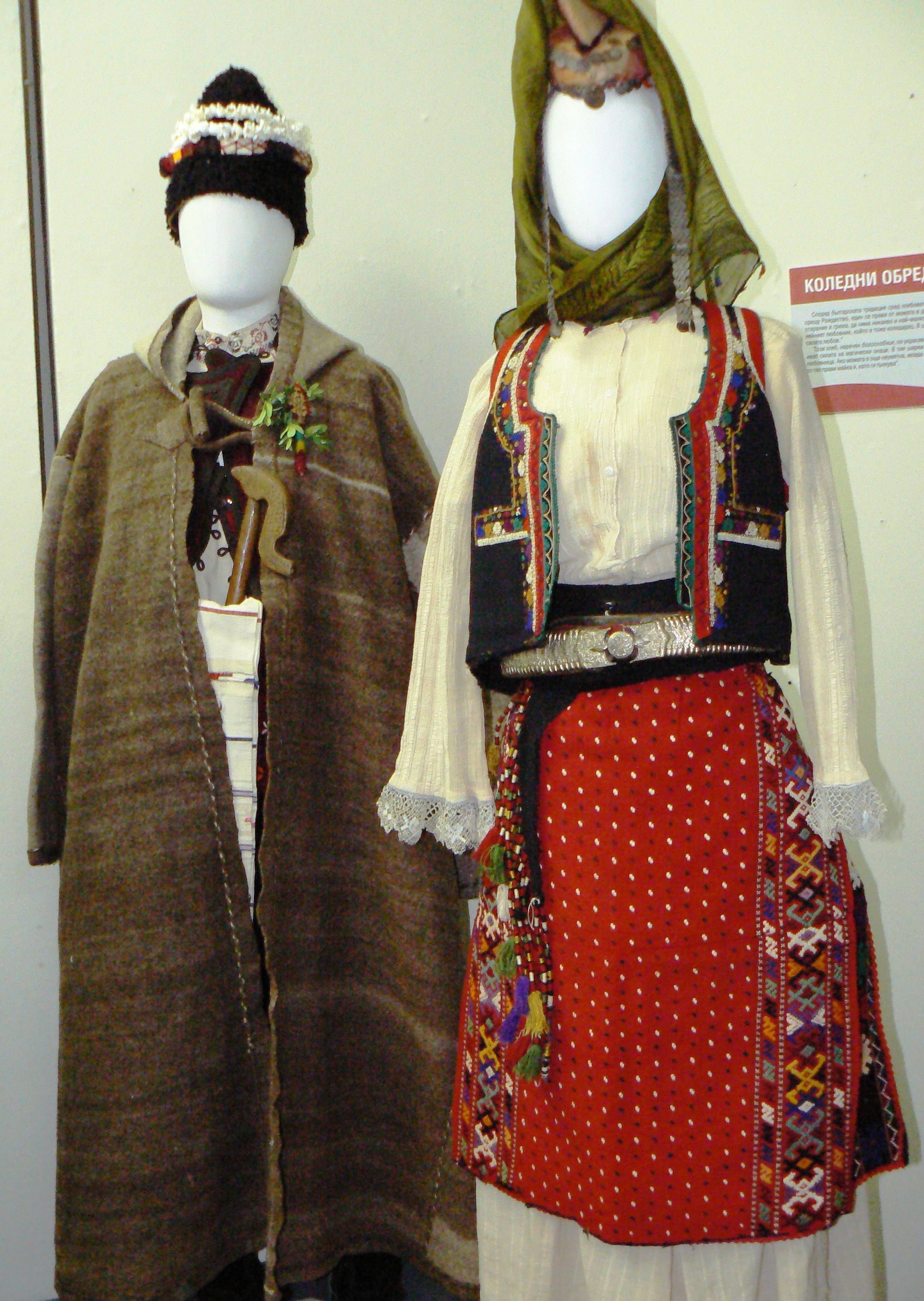
Costumi tradizionali della Dobrugia bulgara

La Dobrugia ha una sua identità culturale ben affermata: si pensi ad esempio, nella popolare tradizione balcanica al Martenitsi (in bulgaro: мартеници), Martis (in greco: Μάρτης) o Mărţişoare (in rumeno), in Dobrugia e solo lì, quando le cicogne arrivano a marzo, i martenitsi/martisoare si appendono su un albero o si gettano verso il cielo in modo che "la fortuna dell'anno sia tanta e spicchi il volo". Dal punto di vista architettonico, anche se le moderne realizzazioni di stile funzionale e internazionale sostituiscono oggi le tradizioni locali, le costruzioni dobrugiane vantano qualche richiamo stilistico greco ancora presente nei vecchi quartieri di Tulcea, Costanza o Kavarna. Se gli abiti tradizionali variavano a seconda delle etnie presenti, invece la cucina e la musica attingevano a fonti comuni, tra cui ingredienti "esotici" portati dai marinai, come mandorle, fichi, olive, capperi. Tra le specialità locali, gli ingredienti più utilizzati prevedono melanzane, peperone e pesce (funzionali anche alla preparazione della zuppa di pesce di alosa o il filetto di storione marinato, noto come saramură). Tra i dolci, si annovera soprattutto la torta con formaggio dolce dobrugiana (Добруджанска Плацинда in bulgaro, Plăcintă dobrogeană in rumeno) e, tra i vini, anche il vino bianco di Murfatlar. Trattandosi di una zona dove ancora si avverte l'influenza turca, si preparano anche l'agnello cotto nel latte o allo spiedo, il baklava e l'halva.
La Dobrugia, come altre regioni costiere, ha attirato nei secoli passati artisti e pittori come Ivan Konstantinovič Ajvazovskij, Francisc Șirato o Nicolae Tonitza vi soggiornarono spesso al fine di immortalare i suoi paesaggi.

## Società

### Evoluzione demografica
Nel 1913, la Dobrugia divenne parte della Romania in seguito al trattato di Bucarest del 1913 che pose fine alla seconda guerra balcanica. La Romania acquisì la Dobrugia meridionale dalla Bulgaria, un territorio con una popolazione di 300.000 abitanti di cui solo 6.000 (2%) erano rumeni. Nel 1913, la Dobrugia settentrionale, controllata dalla Romania, faceva registrare 380.430 abitanti, di cui 216.425 (56,8%) rumeni. Pertanto, quando la Dobrugia passò alla Romania nel 1913, vi erano oltre 222.000 rumeni nella regione su una popolazione totale di 680.000, pari a quasi il 33% della popolazione. Nel 1930, la popolazione rumena all'interno della Dobrugia salì al 44,2%.

#### Dobrugia settentrionale
| Etnia                     | 1878           | 1880         | 1899          | 1913            | 1930            | 1956            | 1966            | 1977            | 1992            | 2002            | 2011            |
| ------------------------- | -------------- | ------------ | ------------- | --------------- | --------------- | --------------- | --------------- | --------------- | --------------- | --------------- | --------------- |
| Totale                    | 225.692        | 139.671      | 258.242       | 380.430         | 437.131         | 593.659         | 702.461         | 863.348         | 1.019.766       | 971.643         | 897.165         |
| Rumeni                    | 46.504 (21%)   | 43.671 (31%) | 118.919 (46%) | 216.425 (56,8%) | 282.844 (64,7%) | 514.331 (86,6%) | 622.996 (88,7%) | 784.934 (90,9%) | 926.608 (90,8%) | 883.620 (90,9%) | 751.250 (83,7%) |
| Bulgari                   | 30.177 (13,3%) | 24.915 (17%) | 38.439 (14%)  | 51.149 (13,4%)  | 42.070 (9,6%)   | 749 (0,13%)     | 524 (0,07%)     | 415 (0,05%)     | 311 (0,03%)     | 135 (0,01%)     | 58 (0,01%)      |
| Turchi                    | 48.783 (21,6%) | 18.624 (13%) | 12.146 (4%)   | 20.092 (5,3%)   | 21.748 (5%)     | 11.994 (2%)     | 16.209 (2,3%)   | 21.666 (2,5%)   | 27.685 (2,7%)   | 27.580 (2,8%)   | 22.500 (2,5%)   |
| Tartari                   | 71.146 (31,5%) | 29.476 (21%) | 28.670 (11%)  | 21.350 (5,6%)   | 15.546 (3,6%)   | 20.239 (3,4%)   | 21.939 (3,1%)   | 22.875 (2,65%)  | 24.185 (2,4%)   | 23.409 (2,4%)   | 19.720 (2,2%)   |
| Russi-lipovani            | 12.748 (5,6%)  | 8.250 (6%)   | 12.801 (5%)   | 35.859 (9,4%)   | 26.210 (6%)     | 29.944 (5%)     | 30.509 (4,35%)  | 24.098 (2,8%)   | 26.154 (2,6%)   | 21.623 (2,2%)   | 13.910 (1,6%)   |
| Ruteni (ucraini dal 1956) |                | 455 (0,3%)   | 13.680 (5%)   | 35.859 (9,4%)   | 33 (0,01%)      | 7.025 (1,18%)   | 5.154 (0,73%)   | 2.639 (0,3%)    | 4.101 (0,4%)    | 1.465 (0,1%)    | 1.177 (0,1%)    |
| Tedeschi dobrugiani       | 1.134 (0,5%)   | 2.461 (1,7%) | 8.566 (3%)    | 7.697 (2%)      | 12.023 (2,75%)  | 735 (0,12%)     | 599 (0,09%)     | 648 (0,08%)     | 677 (0,07%)     | 398 (0,04%)     | 166 (0,02%)     |
| Greci                     | 3.480 (1,6%)   | 4.015 (2,8%) | 8.445 (3%)    | 9.999 (2,6%)    | 7.743 (1,8%)    | 1.399 (0,24%)   | 908 (0,13%)     | 635 (0,07%)     | 1.230 (0,12%)   | 2.270 (0,23%)   | 1.447 (0,16%)   |
| Rom                       |                | 702 (0,5%)   | 2.252 (0,87%) | 3.263 (0,9%)    | 3.831 (0,88%)   | 1.176 (0,2%)    | 378 (0,05%)     | 2.565 (0,3%)    | 5.983 (0,59%)   | 8.295 (0,85%)   | 11.977 (1,3%)   |

#### Dobrugia meridionale
| Etnia   | 1910            | 1930            | 2001            | 2011            |
| ------- | --------------- | --------------- | --------------- | --------------- |
| Totale  | 282.007         | 378.344         | 357.217         | 283.395         |
| Bulgari | 134.355 (47,6%) | 143.209 (37,9%) | 248.382 (69,5%) | 192.698 (68%)   |
| Turchi  | 106.568 (37,8%) | 129.025 (34,1%) | 76.992 (21,6%)  | 72.963 (25,75%) |
| Rom     | 12.192 (4,3%)   | 7.615 (2%)      | 25.127 (7%)     | 12.163 (4,29%)  |
| Tartari | 11.718 (4,2%)   | 6.546 (1,7%)    | 4.515 (1,3%)    | 808 (0,29%)     |
| Rumeni  | 6.348 (2,3%)    | 77.728 (20,5%)  | 591 (0,2%)      | 947 (0,33%)     |

### Città e aree urbane
L'intera regione della Dobrugia occupa un'area di 23 260 km² e una popolazione di circa 1,2 milioni, di cui poco più di due terzi del primo e quasi tre quarti del quest'ultima si trova nella parte rumena.
| Etnia   | Dobrugia  | Dobrugia    | Dobrugia rumena | Dobrugia rumena | Dobrugia bulgara | Dobrugia bulgara |
| Etnia   | Numero    | Percentuale | Numero          | Percentuale     | Numero           | Percentuale      |
| ------- | --------- | ----------- | --------------- | --------------- | ---------------- | ---------------- |
| Totale  | 1.180.560 | 100,00%     | 897.165         | 100,00%         | 283.395          | 100,00%          |
| Rumeni  | 752.197   | 63,72%      | 751.250         | 83,74%          | 947              | 0,33%            |
| Bulgari | 192.756   | 16,33%      | 58              | 0,01%           | 192.698          | 68%              |
| Turchi  | 95.463    | 8,09%       | 22.500          | 2,51%           | 72.963           | 25,75%           |
| Tartaro | 20.528    | 1,74%       | 19.720          | 2,20%           | 808              | 0,29%            |
| Rom     | 24.140    | 2,04%       | 11.977          | 1,33%           | 12.163           | 4,29%            |
| Russi   | 14.608    | 1,24%       | 13.910          | 1,55%           | 698              | 0,25%            |
| Ucraini | 1.250     | 0,11%       | 1.177           | 0,13%           | 73               | 0,03%            |
| Greci   | 1.467     | 0,12%       | 1.447           | 0,16%           | 20               | 0,01%            |

Le città principali sono Costanza, Tulcea, Medgidia e Mangalia in Romania, Dobrič e Silistra in Bulgaria.

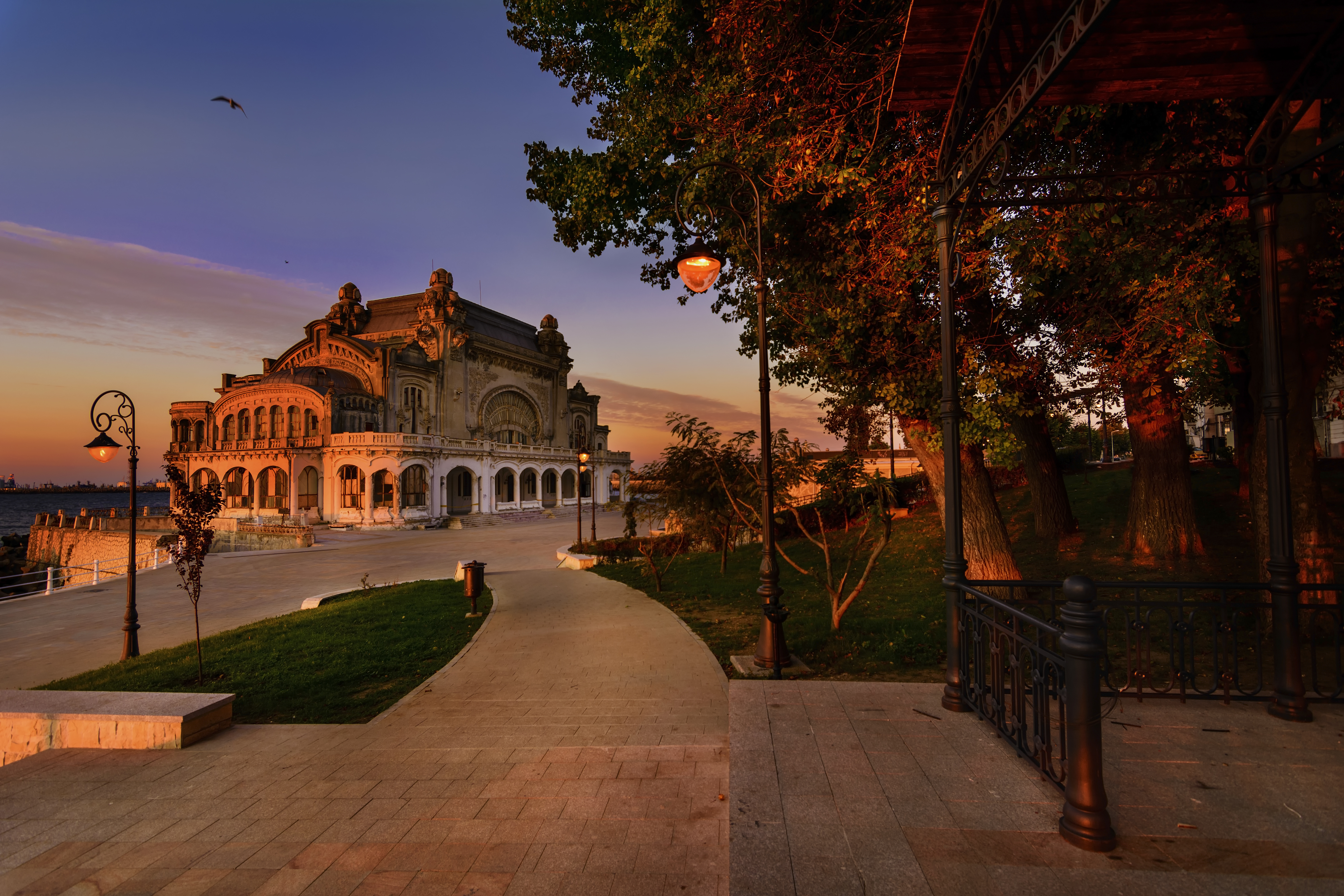
Costanza
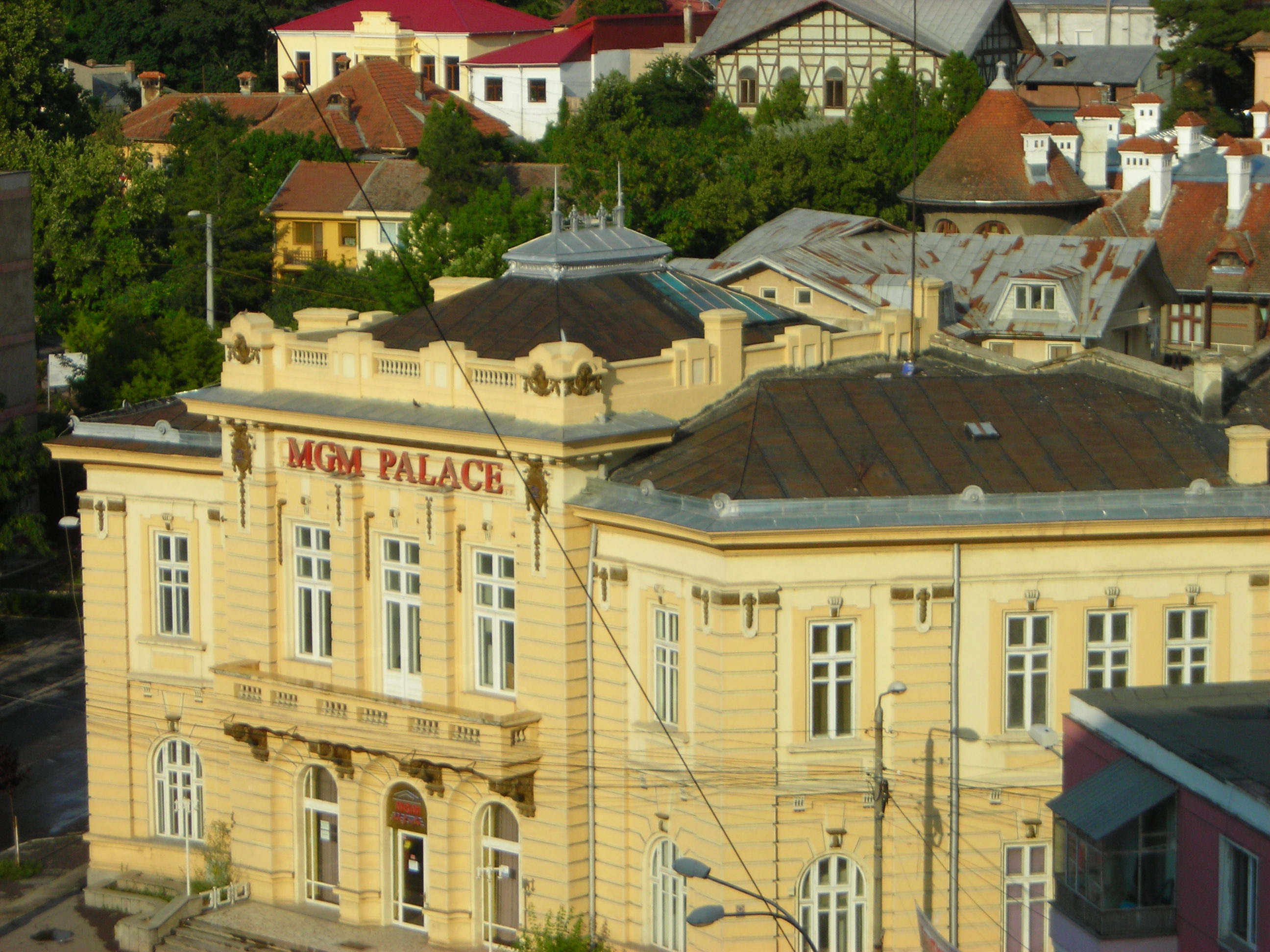
Tulcea
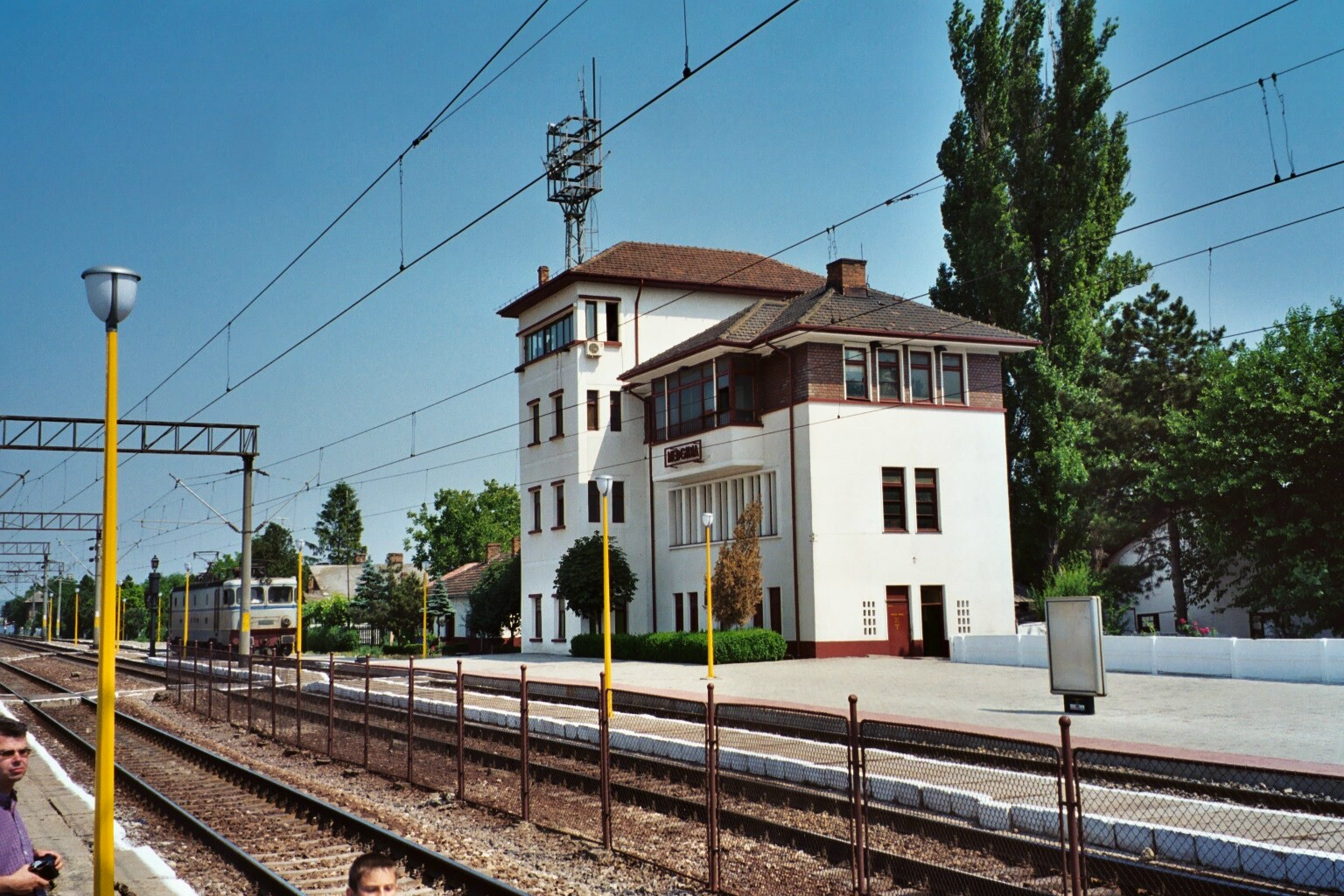
Medgidia
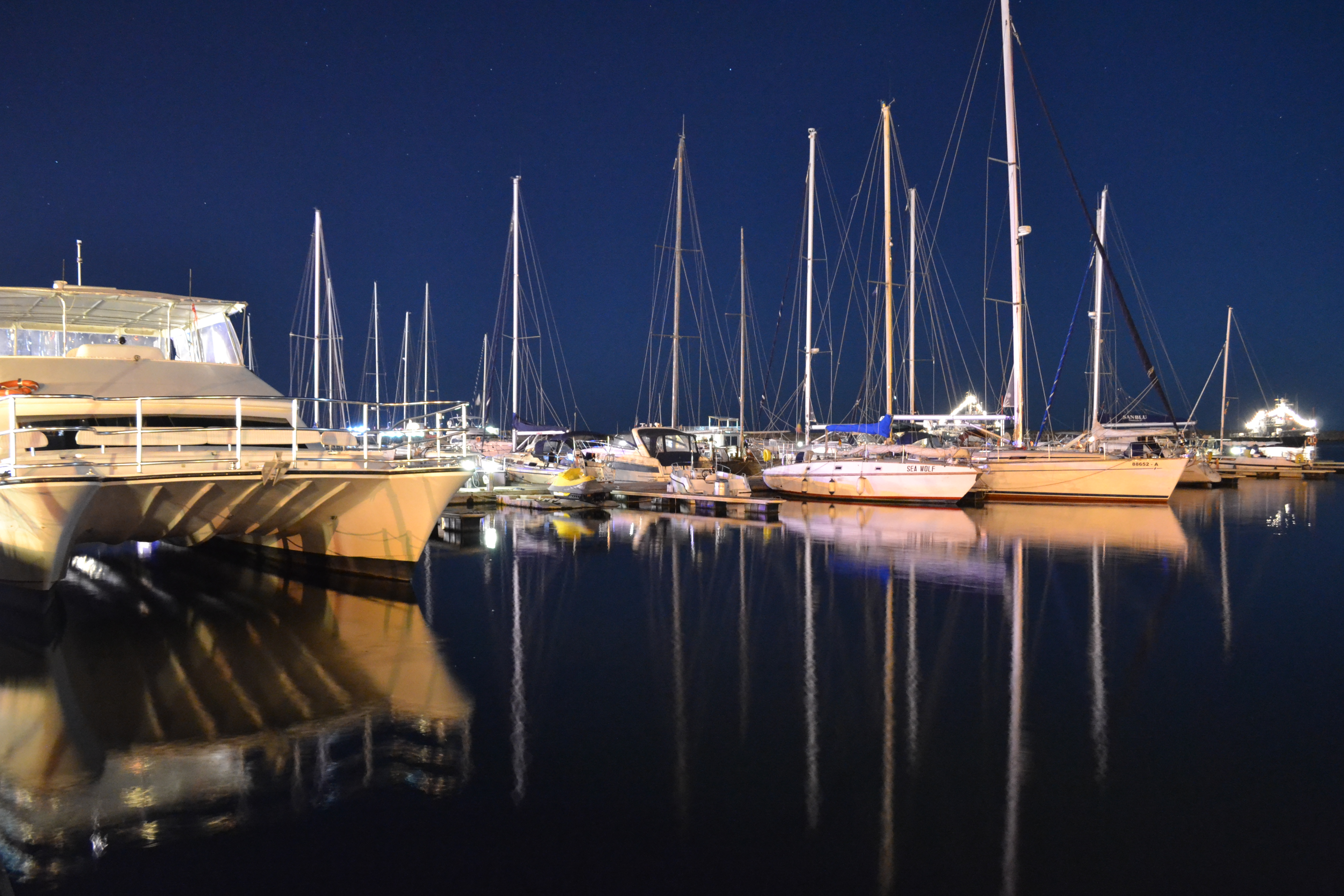
Mangalia
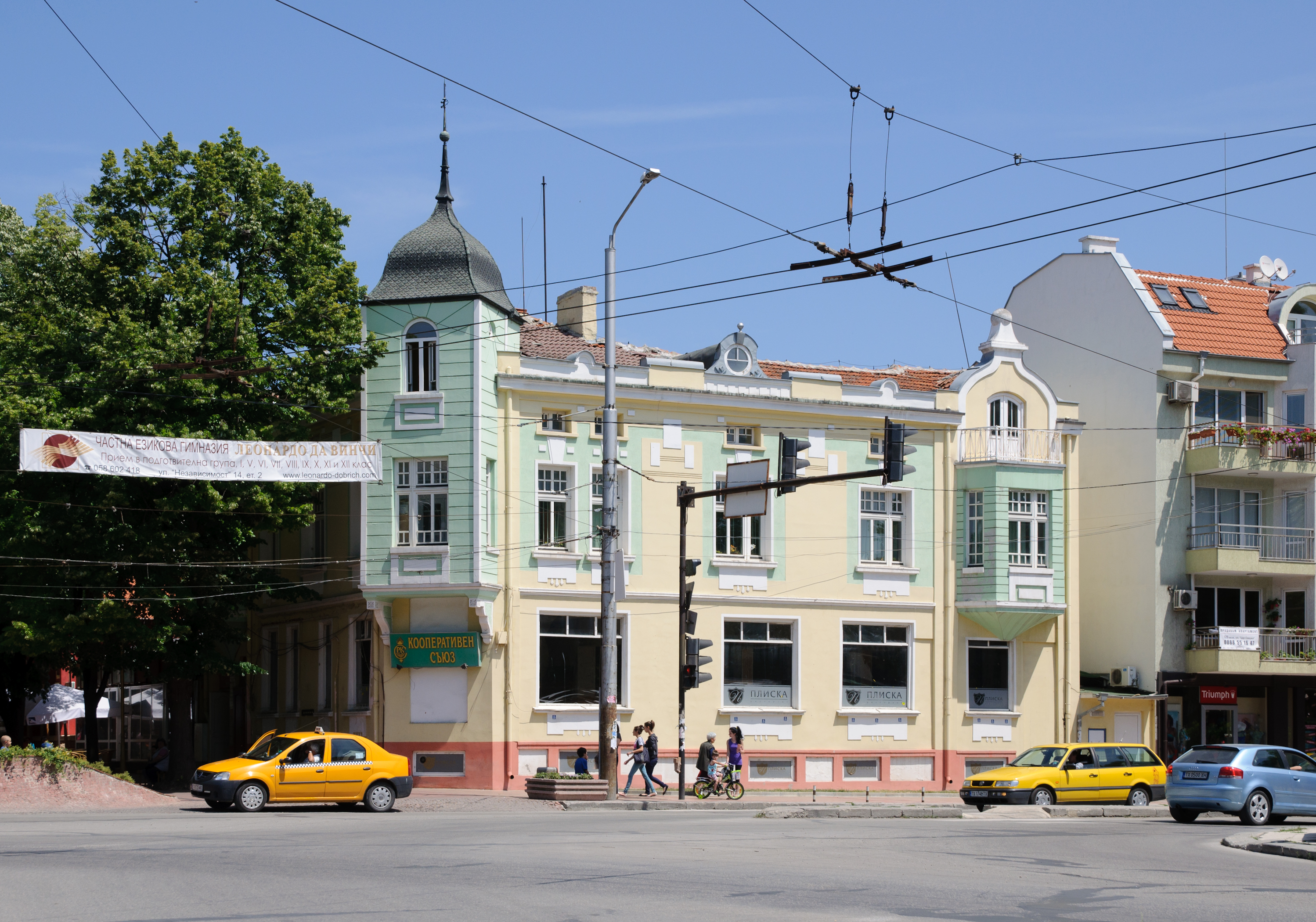
Dobrič
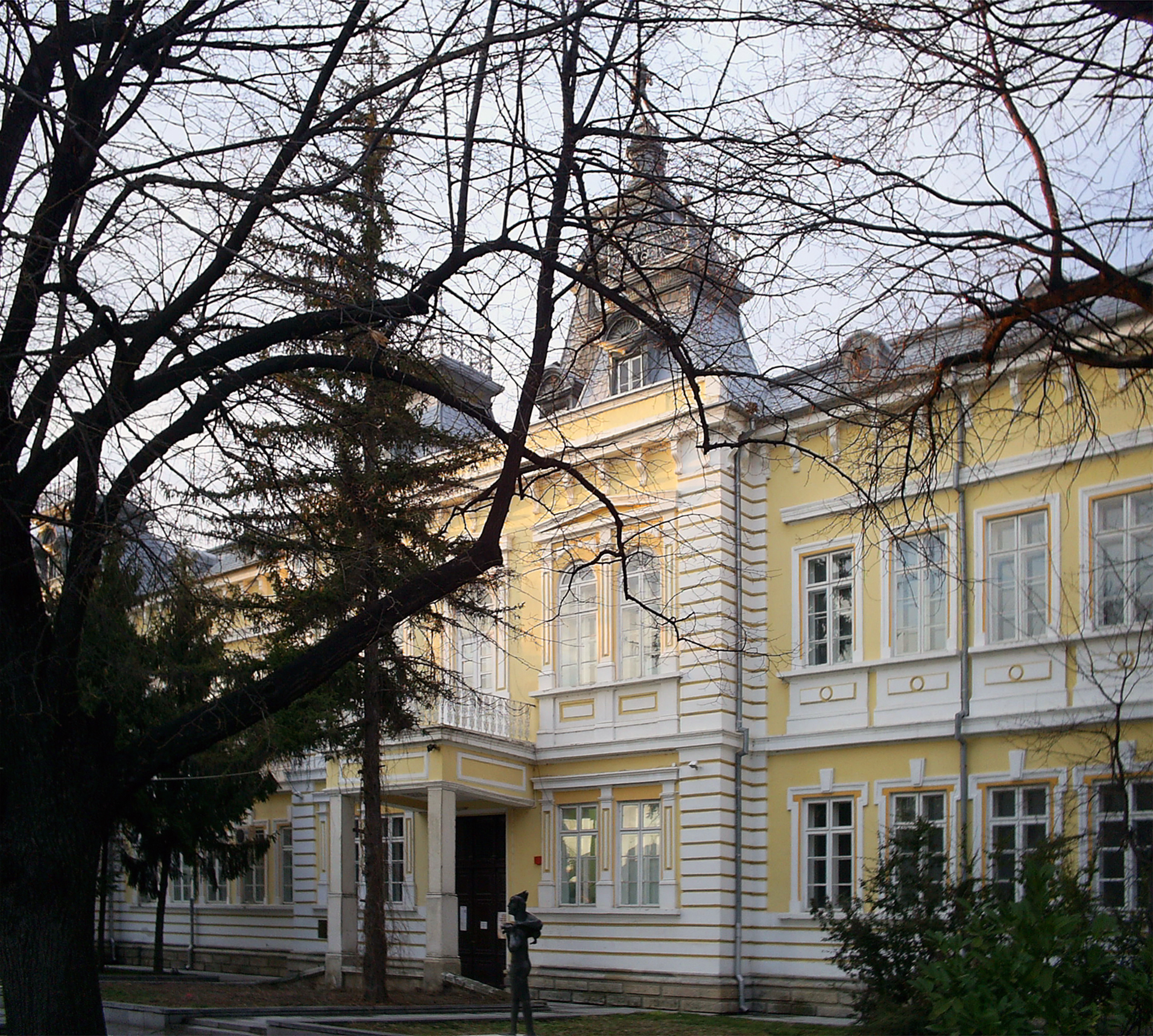
Silistra

## Economia

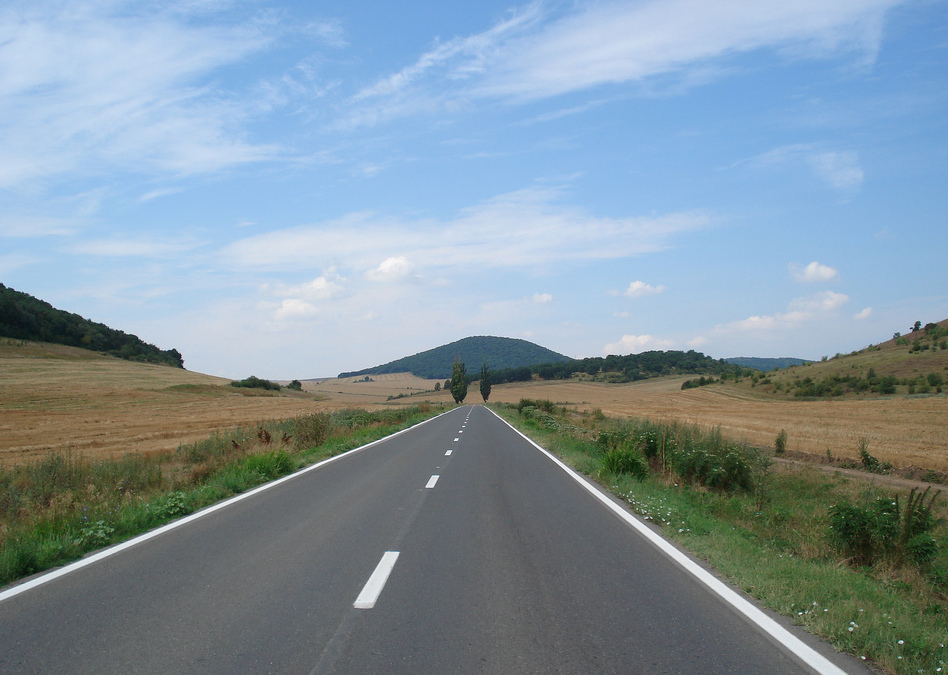
Boschi e terreni agricoli presso l'altopiano della Dobrugia settentrionale

La Dobrugia rumena, i cui terreni sono composti da löss, vede la presenza di frutteti, vigneti (vini di Murfatlar) e pastori dediti al pascolo delle pecore (in genere di razza Merino). La pianura bulgara, a sud, è sede di vaste colture di cereali, estese per centinaia di ettari ciascuno e che hanno la particolarità di essere separate da siepi larghe dai 10 ai 20 metri, piantate alla fine dell'epoca comunista per rallentare l'erosione del suolo. Nonostante un'agricoltura sempre più intensiva, in cui i nitrati contaminano le acque superficiali, queste siepi hanno un'importante funzione di accoglienza e rifugio per la fauna utile all'agricoltura. Inoltre, sono ancora sopravvissute foreste di leccio (Quercus ilex), tanto in Romania che in Bulgaria.
Il settore secondario e terziario, con particolare riferimento al turismo sia in spazi verdi che città storiche, sono in via di sviluppo.